# Ratpenats
|  | Aquest article tracta sobre els quiròpters. Vegeu-ne altres significats a «Ratpenat (heràldica)». |

Els ratpenats o voliacs (Chiroptera) són un ordre de mamífers placentaris. Gràcies a les seves extremitats anteriors en forma d'ales, són els únics mamífers capaços de volar, cosa que fan amb més agilitat que la majoria dels ocells. Tenen els dits units pel patagi, una membrana fina. El ratpenat més petit, que segons el criteri que es faci servir també és el mamífer vivent més menut, és el craseonicteri de nas porcí, amb una llargada de 29-34 mm, una envergadura de 150 mm i un pes de 2-2,6 g. Els més grossos són les guineus voladores, entre les quals destaca la guineu voladora de les Filipines, que assoleix una envergadura d'1,7 m i un pes d'1,6 kg.
N'hi ha unes 1.400 espècies, que representen un 20% de totes les espècies de mamífers i en fan el segon ordre més gran d'aquesta classe, després dels rosegadors. Durant molt de temps estigueren repartits en dos subordres: els megaquiròpters, que es nodreixen majoritàriament de fruita, i els microquiròpters, que fan servir l'ecolocalització per caçar i orientar-se. Tanmateix, estudis duts a terme a principis del segle xxi han desembocat en una nova divisió en yinpteroquiròpters (que agrupen els megaquiròpters amb els microquiròpters rinolofoïdeus) i yangoquiròpters.
S'han estès gairebé arreu del món i han ocupat una varietat de nínxols ecològics diferents. Els ratpenats tenen un rol ecològic vital com a pol·linitzadors de flors i també tenen un paper important en la dispersió de llavors. Moltes plantes tropicals en depenen completament. Els ratpenats tenen les potes anteriors transformades en ales i alguns es guien i cacen per ecolocalització. Poden ser frugívors, insectívors o alimentar-se d'ocells i altres petits vertebrats. Alguns, com els vampirs, són hematòfags.
A causa dels costums nocturns de la majoria d'espècies i l'ancestral misteri de com podien «veure-hi» en la foscor, sovint se'ls ha considerat i encara se'ls considera sinistres criatures de la nit i, amb poques excepcions (com la Xina, on són un símbol de felicitat i prosperitat), a gran part del món els ratpenats han suscitat temor en els éssers humans al llarg de la història. A més de ser icones del cinema de terror, apareixen en molts mites i llegendes i sovint se'ls associa amb els vampirs.

## Descripció
Juntament amb els ocells i els ja extints pterosaures, els ratpenats són un dels tres únics grups d'animals vertebrats capaços de volar. Per a aconseguir-ho, han desenvolupat una sèrie de trets destinats a permetre el vol. Tret del polze, tots els dits estan particularment allargats i sostenen una fina membrana de pell, flexible i elàstica, que garanteix la sustentació. La membrana està formada per dues capes de pell que recobreixen una capa central de teixits innervats, vasos sanguinis i fibres musculars.

### Anatomia exterior
La mida dels ratpenats varia entre el craseonicteri de nas porcí, que mesura 29-33 mm de llarg, pesa dos grams i és el mamífer més petit conegut; i la guineu voladora de les Filipines, el ratpenat més gran, que té una envergadura de 170 cm i pot assolir un pes de 1.200 g. Altres ratpenats de gran mida són la guineu voladora d'ulleres, la guineu voladora de l'Índia o la guineu voladora de Livingstone. Malgrat el seu nom, els megaquiròpters no són sempre més grossos que els microquiròpters, car algunes espècies només mesuren sis centímetres de llarg i són més petits que els microquiròpters grans.
Els ratpenats passen gran part de la seva vida penjats al revés de branques o dels sostres de les coves on viuen. Les potes han experimentat una inversió de 180° en la seva posició en comparació amb les dels éssers humans, una adaptació per a penjar-se cap per avall. Quan els ratpenats estan penjats, el seu pes exerceix una tracció sobre els tendons que manté les urpes en posició d'enganxada. Això els permet no gastar energia encara que romanguin penjats durant molt de temps. Una altra adaptació que els permet romandre cap per avall molt de temps és que, mentre que la resta de mamífers tenen vàlvules unidireccionals per a evitar que la sang flueixi cap enrere només a les venes, els ratpenats també tenen aquest mecanisme a les artèries.

### Cap
El cap dels ratpenats difereix considerablement d'una espècie a una altra. El cap de molts ratpenats recorda el d'altres animals (com ara ratolins), però tenen estructures especials. Molts tenen làmines nasals o altres estructures a la cara, que serveixen per a emetre o potenciar els ultrasons. Les orelles, que en moltes espècies són molt grans, sovint estan dotades de solcs o arrugues, a més d'un tragus, que és un lòbul de pell que millora la capacitat d'ecolocalització. La idea que en els ratpenats el sentit de la vista està poc desenvolupat a causa de la importància de l'ecolocalització ha estat descartada per experiments del comportament. Els microquiròpters tenen una visió dicromàtica en blanc i negre, mentre que els megaquiròpters hi veuen en color. Segons les investigacions més recents, algunes espècies també hi veuen en llum UV, que és reflectida per certes flors, ajudant els ratpenats a trobar nèctar. A més, els ratpenats disposen d'un sentit de magnetorecepció. En viatges llargs, s'orienten amb les línies del camp magnètic terrestre, de manera similar als ocells migratoris i molts altres animals. Tanmateix, no es coneix com funciona la magnetocepció en els ratpenats.
Les dents dels microquiròpters s'assemblen a les dels animals insectívors. Estan molt afilades per tal de penetrar el dur exoesquelet dels insectes o la pell de la fruita. En canvi, les dents dels megaquiròpters estan adaptades per a mossegar la pell dura d'alguns fruits. Els ratpenats tenen generalment entre 32 i 38 dents, de les quals estan especialment desenvolupades les dents canines. L'evolució de diferents modes d'alimentació ha fet aparèixer diferents configuracions dentals i en aquest ordre de mamífers es coneixen unes 50 fórmules dentals diferents. El vampir comú, amb vint dents, és una de les espècies de quiròpter amb menys dents.

### Ales
Els ratpenats són un dels exemples de la gran varietat de possibilitats de desenvolupament que poden tenir les potes dels tetràpodes. Tots els dits de les potes anteriors estan especialment allargats, excepte el polze; això serveix per a sostenir una extensa i fina membrana de pell, flexible i elàstica, que rep el nom de patagi i que és la que produeix la sustentació. El patagi està format per una capa central de teixits plens de nervis, vasos sanguinis i fibres musculars, recoberta a les dues bandes per capes de pell. El patagi es divideix en uropatagi (la part que va des del coll fins al primer dit), dactilopatagi (entre els dits), plagiopatagi (entre l'últim dit i les potes posteriors) i uropatagi (la part anterior del cos, entre les potes posteriors).

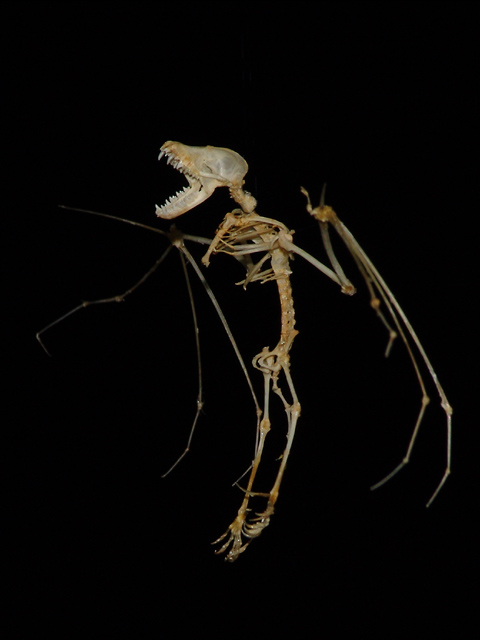
Esquelet d'un ratpenat de musell llarg

Els ossos dels dits dels ratpenats són molt més flexibles que els d'altres mamífers. Una de les raons és que el cartílag dels dits manca de calci i altres minerals a prop del seu extrem, cosa que els permet torçar-se més sense trencar-se. El perfil transversal dels ossos dels dits també és aplanat, en lloc de ser circular com en els éssers humans, cosa que els fa encara més flexibles. La pell de les membranes alars és molt més elàstica i es pot estirar molt més del que és habitual en els mamífers.
Com que tenen ales molt més primes que les dels ocells, els ratpenats poden maniobrar molt més ràpidament i precisa que les aus. La superfície de les ales també està dotada de receptors sensibles al tacte en petits bonys anomenats cèl·lules de Merkel, presents en la majoria de mamífers. Tanmateix, aquestes zones sensibles són diferents en els ratpenats, car cada bony té un pèl minúscul al centre, cosa que el fa encara més sensible i que permet al ratpenat detectar i recollir informació sobre l'aire que flueix sobre les seves ales. La membrana alar de les espècies que utilitzen les ales per caçar preses té un tipus addicional de cèl·lula receptora, que és sensible a l'estirament de la membrana. Aquestes cèl·lules estan concentrades a les parts de la membrana en què els insectes impacten amb l'ala quan els ratpenats els capturen.
Els ratpenats piscívors tenen un uropatagi poc desenvolupat, per minimitzar la resistència aerodinàmica i permetre l'estabilitat del vol ras. Els ratpenats que mengen insectes voladors tenen ales llargues i estretes que els permeten volar a més de 50 km/h. Quan hi ha enormes concentracions d'insectes, a vegades els quiròpters només han de volar amb la boca oberta per agafar les preses, de manera comparable a com els cetacis s'alimenten de krill. En canvi, els ratpenats que mengen insectes situats a l'escorça o les fulles dels arbres tenen unes ales de gran superfície que els permeten un vol lent i suau, donant-los agilitat per volar entre la vegetació densa.
Les ales dels ratpenats serveixen com a protecció quan l'animal està en repòs i també com a regulador tèrmic; aïllen el cos de l'animal de l'ambient exterior per conservar calor, però també serveixen per reduir la temperatura de l'animal quan vola. Estan dotades de músculs potents.
Tanmateix, no tots els ratpenats tenen el vol com a mitjà de locomoció principal. Alguns ratpenats, com els mistacínids de Nova Zelanda que fins i tot utilitzen les ales per excavar, també corren i caminen.

#### Evolució de les ales
El consens científic és que els ratpenats evolucionaren a partir d'avantpassats planadors. Tanmateix, la transició de planar a volar requereix una sèrie d'adaptacions. Els animals planadors tenen ales curtes, poc desenvolupades, amb una baixa relació d'aspecte i «surfegen» amb el nas cap amunt, cosa que genera sustentació però que també provoca resistència aerodinàmica a causa de l'aire que passa per sota les ales i els vèrtexs que es formen als extrems de les ales. Els animals voladors, en canvi, tenen ales molt més llargues i puntades i com que l'extrem de l'ala representa una proporció molt inferior de la superfície alar total, poden generar molta sustentació amb un mínim de resistència.
A mesura que evolucionaven les seves ales, els avantpassats planadors dels ratpenats s'haurien trobat amb una relació sustentació-resistència decreixent, cosa que haurien compensat començant a batre les ales. Juntament amb la posterior evolució de l'ecolocalització, els ratpenats aprofitaren la seva capacitat de volar per aconseguir més aliment i diversificar-se.

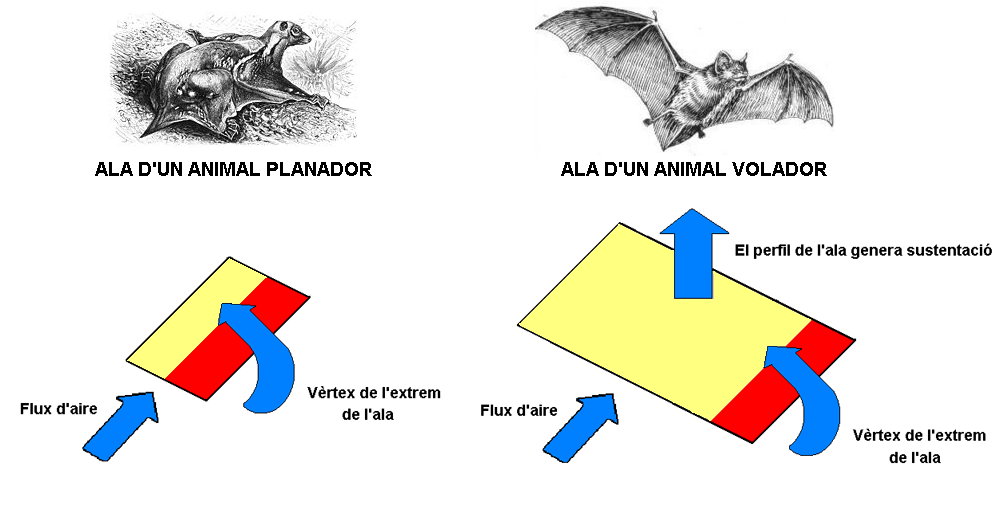
Comparació dels efectes aerodinàmics a les ales dels animals planadors (a la imatge, un lèmur volador) i les dels animals voladors (un ratpenat). Minimitzant les turbulències a l'extrem de l'ala, els animals voladors aconsegueixen molta sustentació amb una resistència aerodinàmica mínima.

### Anatomia interior
Tot i que els ulls de la majoria de microquiròpters són petits i estan poc desenvolupats, amb una baixa agudesa visual, no és cert que siguin gairebé cecs. Els ratpenats utilitzen la vista com a ajut en la navegació, especialment en distàncies llargues, a les quals no arriba l'ecolocalització. S'ha descobert que algunes espècies fins i tot poden detectar la llum ultraviolada.
L'espècie Anoura fistulata té la llengua més llarga amb relació a la mida corporal de tots els mamífers. Això l'ajuda a pol·linitzar i alimentar-se, car la llarga llengua estreta pot arribar fins al fons de les flors. Quan retracta la llengua, aquesta s'enrotlla dins la caixa toràcica.
Els pulmons dels ratpenats són típicament mamiferoides i a diferència dels pulmons dels ocells, s'ha teoritzat que això els fa més propensos a trencar-se quan es produeixen canvis sobtats en la pressió de l'aire a la proximitat d'aerogeneradors. Això podria explicar la seva taxa de mortalitat aparentment més alta en relació amb aquests mecanismes.

## Ecolocalització
Els ratpenats utilitzen l'ecolocalització per orientar-se, detectar obstacles o trobar preses. Es tracta d'una mena de sonar biològic. En els microquiròpters, aquest sentit és molt sofisticat, mentre que en els megaquiròpters no ho és tant; aquests últims fan espetegar la llengua alternativament a un costat i l'altre de la mandíbula, emetent sons ben audibles per l'orella humana. Els megaquiròpters utilitzen més l'olfacte i la vista per orientar-se, car l'ecolocalització no els és gaire útil. Els microquiròpters poden deixar d'emetre sons quan es troben a llocs familiars que coneixen bé, potser per tal d'evitar que els depredadors els descobreixin.
Els microquiròpters emeten ultrasons per mitjà de contraccions de la laringe. Aquests sons poden variar en freqüència, ritme, durada i intensitat. Són emesos per la boca o el nas i són amplificats per unes làmines nasals. Com que aquests ultrasons són molt potents, quan s'emeten l'orella interna queda protegida per una bul·la timpànica per evitar que sigui danyada.
A més d'escoltar sons externs, els ratpenats utilitzen les orelles per sentir el seu propi eco. Les orelles d'alguns grups, com ara els rinolòfids, són molt mòbils i poden moure's independentment l'una de l'altra, cosa que els permet una audició estereofònica i detectar el «relleu» de la imatge rebuda. L'ecolocalització proporciona informació sobre la mida, la velocitat i la direcció de la presa. El pavelló auricular dels quiròpters sent tot això i està adaptat al tipus de vol de cada espècie; com més ràpid volen, més curtes són les orelles. El pavelló auricular de les dues espècies de Mormoops és un dels més sofisticats entre els mamífers.
Els diferents ratpenats tenen freqüències diferents. Els humans poden sentir-hi fins a 18 kHz, però els ratpenats hi senten fins a 120 kHz. Les freqüències emeses pels quiròpters poden ser constants (no canvien durant la durada del senyal) o modulades (varien en menor o major mesura durant el senyal). Els crits poden acabar-se sobtadament o gradual, segons l'espècie. Els megadermàtids, fil·lostòmids, nictèrids i alguns vespertiliònids utilitzen intensitats febles, mentre que els Nyctalus tenen crides molt potents que es poden sentir des d'una distància molt superior.

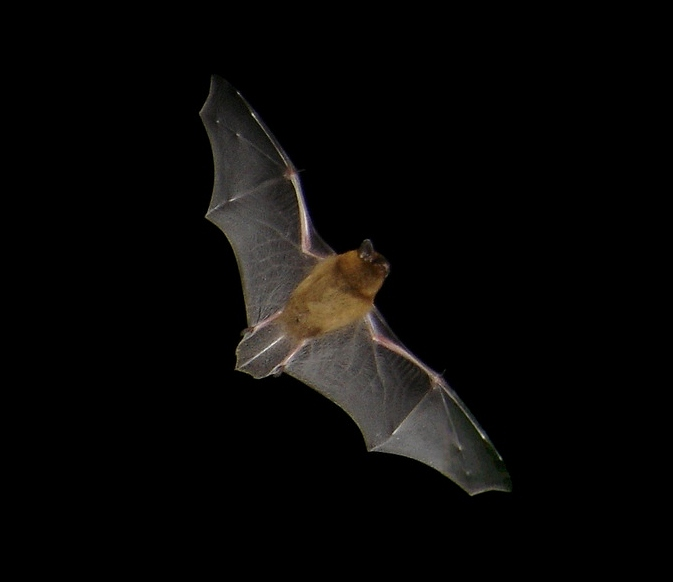
Pipistrel·la (Pipistrellus pipistrellus) volant

En un ambient obert, els ratpenats emeten senyals poc nombrosos que serveixen per orientar-se i trobar obstacles o preses. En persecució, el ritme dels senyals augmenta significativament i en fase d'atac final pot ser de quaranta impulsos per segon.

### Precisió
La pipistrel·la distingeix filferros de 0,28 mil·límetres a més d'un metre de distància i cada dia caça entre 500 i 1.200 mosques, que mesuren aproximadament 3 mm de llarg. Altres espècies de ratpenats, com ara el ratpenat de ferradura mediterrani, també poden trobar un camí entre filferros de 0,05 mm. Els resultats d'experiments han demostrat que els senyals rebuts per l'orella i processats al cervell permeten als ratpenats distingir objectius diferents separats per només un centímetre de distància, fins i tot quan cada objectiu té una mida completament diferent.

## Distribució

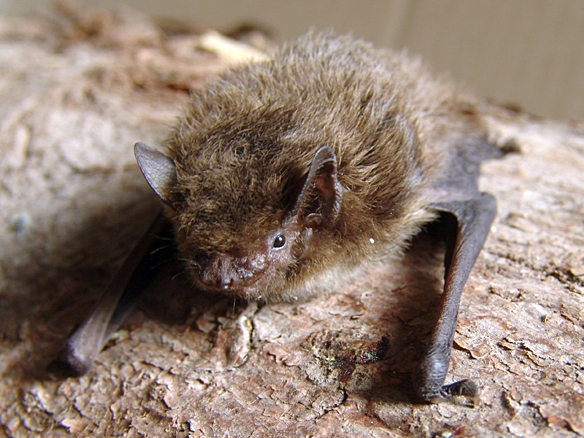
Ratpenat fals (Pipistrellus nathusii)

Els ratpenats viuen arreu del món, excepte les regions polars, les illes particularment aïllades o el centre dels deserts més extensos. Juntament amb els rosegadors, els ratpenats són l'únic tàxon d'euteris que colonitzaren el continent australià sense contribució dels éssers humans i hi estan representats per sis famílies. Els ratpenats hi arribaren probablement d'Àsia i només hi són presents en el registre fòssil des de fa tan poc com quinze milions d'anys. Tot i que el 7% de les espècies de ratpenats del món viuen a Austràlia, només hi ha dos gèneres endèmics de ratpenats. Algunes espècies no romanen tot l'any al mateix lloc, sinó que migren. Tot i que no solen migrar distàncies molt grans, algunes espècies fan trajectes tan llargs com el que separa el nord del Canadà de Mèxic.
Els ratpenats han colonitzat una gran varietat d'hàbitats. Viuen en medis subterranis, en esquerdes i fissures de les parets rocoses, entre el fullam, darrere l'escorça dels arbres o dins les seves cavitats. Quant a les construccions humanes, els ratpenats també viuen en soterranis, cellers, ponts i construccions militars.

## Cicle vital

### Comportament social
Algunes espècies de ratpenat viuen en colònies. El vampir comú viu en petites colònies amb contactes freqüents entre els diferents membres, que inclouen llepades i empolainaments. Dins d'aquests grups, els animals que estan emparentats tenen lligams més estrets. Això repercuteix sobre la intensitat dels enfrontaments; els mascles d'una mateixa família, quan es barallen, van amb compte de no fer-se mal. En canvi, els combats entre mascles no emparentats poden ser molt violents i els oponents poden acabar malferits. Aquestes colònies estan compostes de femelles amb les seves cries i alguns mascles. El mascle dominant pot arribar a copar el 80% de les copulacions.
La protecció que ofereix el fet de ser nombrosos no és l'únic avantatge de formar colònies. El gregarisme ajuda a mantenir la temperatura, evitant la pèrdua de calor i permet crear un microclima apte pel creixement de les cries. La reducció de les poblacions de ratpenats en algunes zones ho fa més difícil, de manera que els quiròpters busquen llocs més favorables com ara construccions humanes.

### Alimentació

#### Ratpenats insectívors

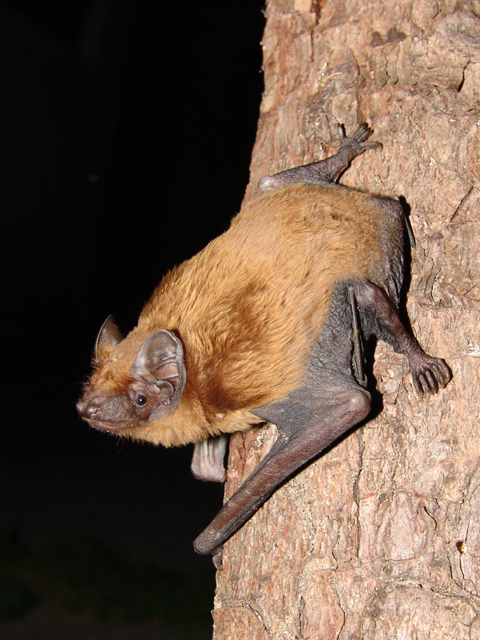
El nòctul gros és insectívor.

Tots els ratpenats que viuen a latituds superiors a 38°N i 40°S són insectívors. L'abundància d'insectes en fan una font d'aliment rica i diversa per als ratpenats. Com que surten de nit, quan els ocells insectívors estan inactius, els ratpenats no tenen competència per caçar els molts insectes que surten després de la posta de sol. El 70% de les espècies de quiròpters són insectívores i gairebé totes les famílies d'insectes poden ser les seves preses. A més d'insectes, els ratpenats es mengen altres tipus d'artròpodes com ara aranyes, crustacis, escorpins o escolopendres. Els ratpenats no cacen les seves preses únicament a l'aire, sinó que a vegades també les cacen a terra. Els ritus nupcials d'alguns insectes representen una oportunitat fàcil pels quiròpters.
Emetent sons molt alts i, escoltant-ne l'eco (també conegut com a sonar), els microquiròpters localitzen les preses i altres objectes propers. Es tracta del procés d'ecolocalització, una habilitat que comparteixen amb els dofins i algunes balenes. Hi ha dos grups de papallones nocturnes capaces de contrarestar aquesta arma dels ratpenats: els àrctids produeixen senyals ultrasònics per advertir els ratpenats que estan protegits químicament (aposematisme; antigament es creia que era una forma d'interferència de radar, però aquesta teoria ha estat descartada), mentre que els noctúids tenen un òrgan d'oïda anomenat timpanal que respon al senyal entrant dels ratpenats fent que els músculs de vol de la papallona es contraguin erràticament, provocant que l'insecte executi maniobres d'evasió a l'atzar, com ara deixar-se caure o executar una pirueta que despisti el ratpenat.
Altres insectívors, com la ferradura grossa, paren emboscades als insectes, esperant-los en un indret fix per llançar-se a la persecució. El fals vampir australià envolta la presa amb les ales, atacant des de dalt, perquè no pugui fugir. Quan caça vertebrats, els agafa amb els peus i se'ls endú a una branca, de manera similar a com ho fan les aus de presa.

#### Ratpenats frugívors i pol·linívors
Aproximadament el 25% de les espècies dels ratpenats són vegetarianes. Els ratpenats vegetarians es reparteixen per les zones tropicals i equatorials del planeta. La seva dieta es pot compondre de nèctar, de fruita o, molt més rarament, de fulles. El ratpenat frugívor pallós s'alimenta de 34 gèneres de fruits, deu gèneres de flors i quatre espècies de fulles. El ratpenat frugívor de cap de martell s'alimenta principalment de sucs de fruita, tot i que complementa la seva dieta amb carronya i ocells.
Els ratpenats tenen un paper important en la dispersió no només de llavors, sinó també de pol·len. El 5% de les espècies de quiròpters són pol·linívores. Aquestes espècies tenen una musculatura masticatòria i una mandíbula atrofiades en comparació amb la resta de ratpenats. Altres adaptacions que tenen aquests ratpenats són un nas llarg i puntegut (que els permet introduir-lo dins les flors amb forma de calze) i una llengua llarga i rasposa amb la qual llepen ràpidament el nèctar. L'olfacte i el gust estan ben desenvolupats en els ratpenats pol·linívors. Com en el cas dels insectes, les plantes que són pol·linitzades per ratpenats hi ha coevolucionat. Algunes plantes tenen tiges resistents per no trencar-se quan s'hi agafen els ratpenats, mentre que altres quiròpters són més delicats i prenen el nèctar en ple vol, com els colibrís.

#### Ratpenats carnívors i piscívors

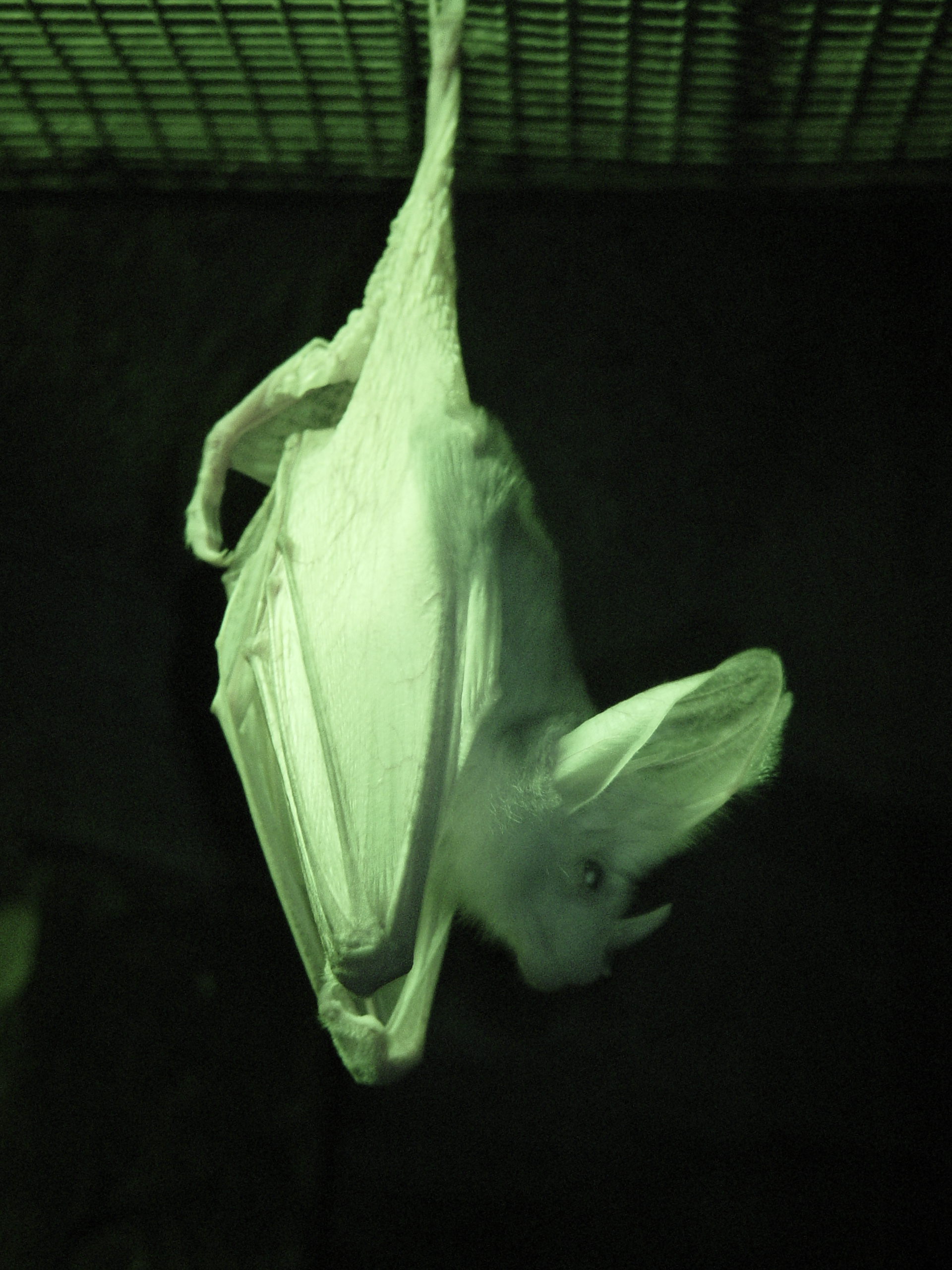
Un fals vampir australià

Menys d'un 1% dels ratpenats s'alimenten de vertebrats. El fals vampir australià, per exemple, caça rosegadors, ocells, amfibis, sargantanes i fins i tot altres ratpenats. També hi ha ratpenats piscívors; el ratpenat pescador gros s'alimenta de peixos d'aigua dolça, mentre que el ratpenat piscívor pesca peixos en aigües salabroses. Aquesta última espècie té adaptacions que li permeten beure aigua salada, i utilitza el sonar per detectar els peixos que estan a prop de la superfície.
A l'hora d'atreure una femella, els amfibis mascles més sorollosos solen tenir un avantatge. Tanmateix, es pot convertir en un problema mortal si hi ha un ratpenat de llavis orlats a prop, car aquesta espècie es guia pels sons dels amfibis mascles per detectar-los i caçar-los. De totes maneres, la selecció natural afavoreix els mascles sorollosos, encara que siguin caçats pels ratpenats, perquè poden reproduir-se més i deixar més descendència.
El fals vampir llanós s'alimenta de diversos petits animals, però també menja altres espècies de ratpenat. És prou intel·ligent per parar una trampa als vampirs. Fingeix estar adormit i quan el vampir s'acosta a xuclar-li sang, el fals vampir l'atrapa amb un moviment ràpid i se'l menja. Altres espècies que també s'alimenten de quiròpters són el ratpenat de llança gros, el fals vampir americà i el nicteri gros.

#### Ratpenats hematòfags
Tot i la visió estesa dels ratpenats com a animals hematòfags, en realitat només n'existeixen tres espècies que s'alimentin de sang. El vampir comú és la més coneguda d'elles. Xucla la sang de bestiar, gossos, gripaus, mamífers salvatges, tapirs, guanacs i fins i tot foques. Mentrestant, el vampir escuat s'alimenta de la sang dels ocells. El vampir d'ales blanques, la més rara d'aquestes espècies, també xucla la sang d'ocells i la majoria d'informació que se'n té ha estat obtinguda a partir d'exemplars trobats en galliners. Els problemes de salut que poden provocar aquests ratpenats no es deuen a la quantitat de sang extreta, que només és de 15-20 ml, sinó al fet que poden transmetre malalties com ara la ràbia.

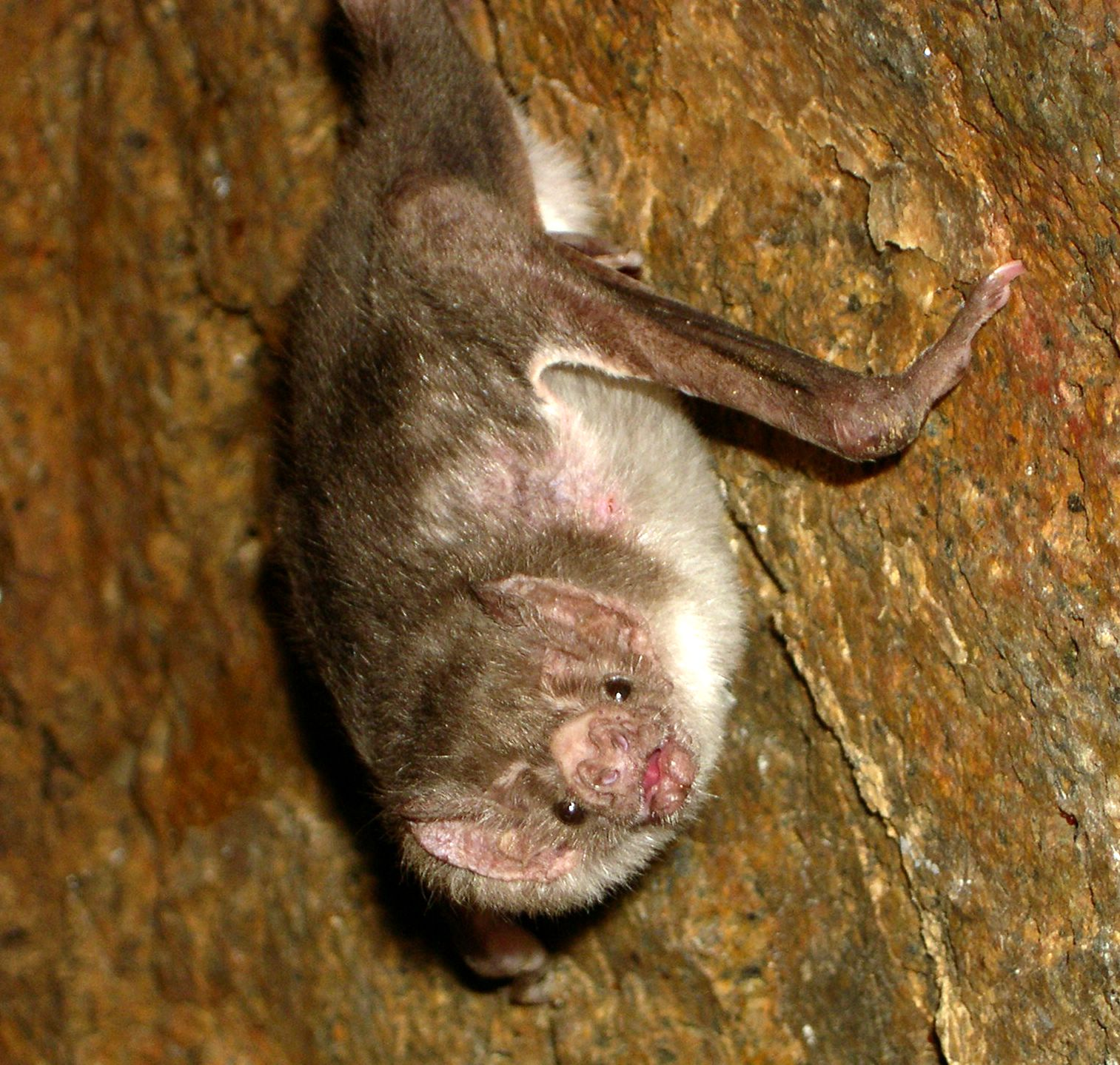
Desmodus rotundus, el vampir comú

Quan es pon el sol, els vampirs surten en grups d'entre dos i sis animals. Per detectar les preses, utilitzen l'olfacte i l'ecolocalització, però també la forma i la calor de les preses. S'acosten arrossegant-se a la seva presa i determinen la situació de les venes per mitjà de termosensors situats al nas. Després de llepar-ne la superfície per cobrir-la de saliva anticoagulant, agafen un plec de pell i el perforen, utilitzant dos ullals capaços de perforar fins i tot cuir. Aleshores, xuclen la sang utilitzant la llengua com una palleta. Quan xuclen una gran quantitat de sang (a vegades superant el seu propi pes corporal), a vegades són incapaços de remuntar el vol immediatament i s'han de quedar una estona mig endormiscats al costat de la presa. Com que la sang està composta en gran part d'aigua, no nutritiva, els vampirs orinen poc després d'ingerir la sang. Després d'haver eliminat la part aquosa de la sang, el que queda és emmagatzemat en una butxaca gàstrica que ocupa gairebé tota la cavitat abdominal.
El vampir comú mor si es passa dos dies seguits sense menjar, de manera que els individus que han trobat una presa poden donar una mica de sang als que no. Si un altre dia són ells els que es queden sense menjar, un ratpenat més afortunat els tornarà el favor. Aquests intercanvis de sang només es produeixen entre ratpenats emparentats. El canvi de beure llet a beure sang es produeix a una edat primerenca; els pares comencen a acostumar les cries donant-los petites quantitats de sang. Tanmateix, les cries beuen llet fins als nou mesos d'edat. Una característica dels grups de vampirs és que, si una mare mor, els seus fills seran adoptats per femelles de la seva família. Quan els vampirs han trobat una presa, els exemplars més joves anuncien la seva arribada alçant un braç tot mantenint l'ala plegada, perquè els adults els facin espai. Antigament, els vampirs comuns estaven limitats a Sud-amèrica, però l'expansió de la ramaderia i la consegüent disponibilitat de sang bovina els permeté estendre's fins al nord de Mèxic, gairebé a la frontera amb els Estats Units.

### Reproducció i desenvolupament

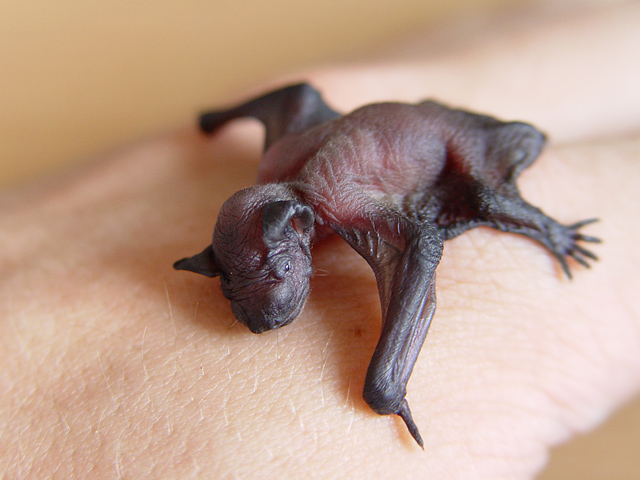
Pipistrel·la acabada de néixer

El desenvolupament embrionari és relativament lent (3-6 mesos). La durada de la gestació dels ratpenats pot variar segons la disponibilitat d'aliments i el clima:
- Ovulació diferida: Aquest tipus d'ovulació, prevalent en els ratpenats de zones temperades, implica que els ratpenats s'aparellin a final de tardor i que la femella emmagatzemi el semen durant tot l'hivern. L'ovulació es produeix a la primavera perquè les cries neixin a l'estiu, quan hi ha molts insectes disponibles. Segons alguns científics, no totes les espècies europees ho fan.
- Implantació diferida: A diferència de l'ovulació diferida, l'embrió comença a desenvolupar-se immediatament però s'atura poc després, esperant que les condicions tornin a ser favorables. Aquest tipus d'embriogènesi es produeix en els megaquiròpters africans i el gènere Miniopterus. En altres espècies (com el ratpenat orellut californià), l'òvul s'implanta però el fetus no es desenvolupa fins a la primavera.
- Gestació perllongada: Els ratpenats poden allargar la gestació per evitar el mal temps. En zones tropicals, ho poden fer per esperar una època millor en termes de meteorologia o de disponibilitat d'aliment.

Els vampirs poden néixer en qualsevol època de l'any. Quan la femella disposa de menys llet o de pitjor qualitat, les cries poden morir ràpidament. El mal temps també les pot perjudicar. Així doncs, algunes espècies reparteixen els naixements al llarg de l'any perquè les males circumstàncies no afectin totes les cries.
En general, les femelles tenen una única ventrada a l'any i són vivípares. En comparació amb les musaranyes o els rosegadors, de mida similar, tenen poques cries per ventrada. Els ratpenats solen tenir una única cria per any; el rècord pertany a una femella de vespertilió que donà a llum cinc cries. Tot i que les femelles poden tenir dos parells de mamelles (i parells addicionals de mamelles falses), els naixements múltiples són excepcionals. A vegades, el ratpenat groc rogenc i el ratpenat groc cendrós poden donar a llum quatre cries. Alguns ratpenats europeus donen a llum bessons i en algunes espècies un dels dos bessons pot ser abandonat per la mare si és massa dèbil.
Els nounats solen romandre al niu quan no estan sent alletades, però les cries poden arrapar-se al pelatge de la mare perquè els transporti. Tanmateix, aviat esdevenen massa grans per això. Els ratpenats solen formar nius comuns, amb moltes femelles que donen a llum al mateix lloc (una cova, un forat en un arbre o una cavitat en un edifici). Les mares són capaces de trobar els seus fills entre milions de cries. Les femelles són les úniques que cuiden les cries i els mascles no hi col·laboren.

### Hibernació
Els ratpenats que viuen a les zones temperades pateixen a l'hivern, no només pel fred que els afecta sinó també per la mort de les seves preses (principalment insectes). La majoria no emigren, de manera que dormen fins a la primavera. La hibernació és més llarga com més a prop estiguin del cercle polar (les més extremes duren fins a sis mesos, mentre que les més suaus són curtes i intermitents).

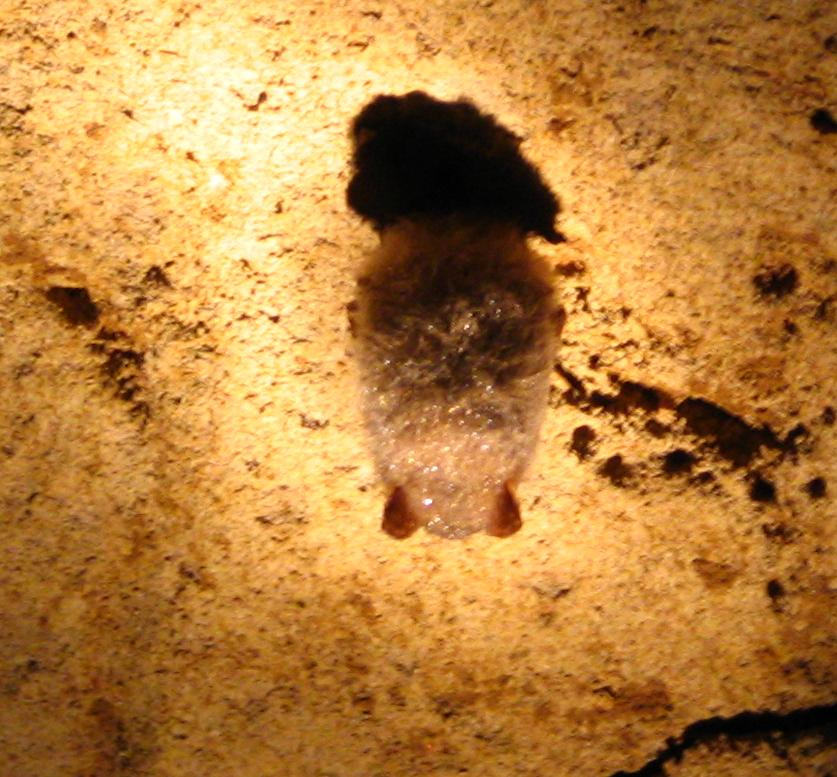
Un petit ratpenat hiberna a la paret d'una cova

Per reservar greix, des de la fi de l'estiu es posen a caçar i menjar en quantitats ingents, acumulant fins a un 30% de greix afegit, que queda emmagatzemat a les espatlles, el coll i els flancs, on forma bonys visibles de greix. Agafen el màxim de greix marró perquè després ja no podran menjar fins a la primavera. Si no acumulen prou reserves, moriran de fam i de cansament.
Les funcions vitals es van alentint a poc a poc en reacció a diferents estímuls: el rellotge intern dels ratpenats, la temperatura exterior o la disponibilitat de preses. El temps d'activitat es va escurçant i el son es va allargant. El començament de la hibernació sol coincidir amb la caiguda de les fulles a la tardor. El metabolisme baixa molt i el cor batega només deu vegades per minut, en contrast amb les 600 ppm de les caces estivals. El baix metabolisme manté l'organisme viu i assegura les funcions vitals. La respiració esdevé tan tènue que és imperceptible i els ratpenats en hibernació poden romandre desenes de minuts sense respirar (1% de la respiració en fase d'activitat). La temperatura corporal cau i s'iguala amb la temperatura ambiental (0-10 °C).
Els 0 °C són un llindar crític. Per sota d'aquesta temperatura, els quiròpters han de generar energia addicional per no morir congelats, però gasten més greix marró. Si la temperatura cau massa o alguna cosa els pertorba, es poden despertar i buscar un lloc amb una temperatura més favorable.
A l'hora de triar el lloc on hibernaran, els ratpenats tenen en compte la humitat (per a evitar que se'ls assequin les membranes alars) i la temperatura (que ha de ser freda però suau). A vegades es fiquen en fissures profundes i sovint s'agrupen en grans eixams. La hibernació acaba entre març i maig.

### Depredadors i longevitat

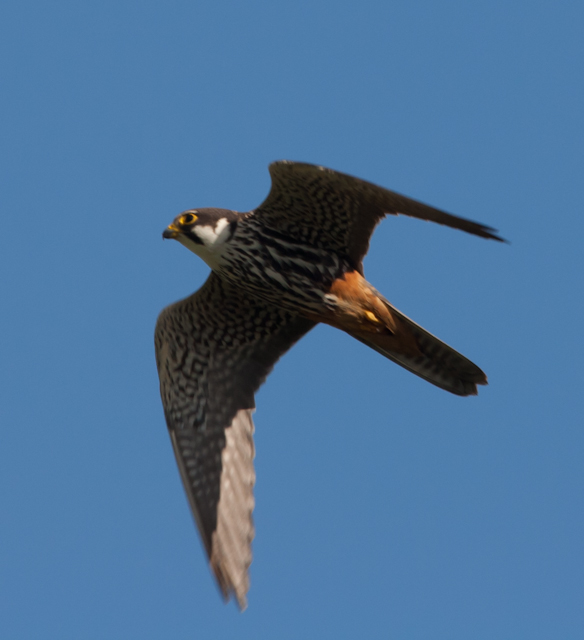
El falcó mostatxut és un ocell que complementa la seva dieta amb ratpenats.

En general, els ratpenats tenen pocs depredadors naturals; algunes aus rapinyaires, mamífers carnívors, serps i llangardaixos de gran mida. En canvi, les espècies introduïdes pels éssers humans sí que poden delmar les poblacions de ratpenats. Per exemple, a causa de la introducció de la serp arborícola bruna a Guam, entre el 1984 i el 1988, totes les cries d'algunes espècies de ratpenat foren devorades abans d'arribar a l'adultesa. Es produí una cosa similar amb la introducció de Lycodon aulicus capucinus a l'illa Christmas. El gat, una altra espècie introduïda, és el predador de ratpenats més voraç. Alguns gats es tornen ferals, s'especialitzen en ratpenats i es dediquen a caçar-ne. Un gat pot exterminar una colònia fàcilment accessible i no gaire gran en qüestió de dies. Tanmateix, no se'ls solen menjar, potser pel seu gust o per les asperitats que tenen als dits i les ales. Alguns ratpenats, per defensar-se, lluiten o es fan els morts. Si no se'ls trenca cap os, se solen recuperar aviat. Un altre animal de companyia que ha estat vist matant ratpenats és el gos. Tanmateix, no s'ha observat cap gos caçant un ratpenat, de manera que el més probable és que ja se'ls trobin moribunds a terra.
Els bòids i els colúbrids també ataquen ratpenats, particularment als tròpics. La seva presa preferida són les guineus voladores que es pengen de les branques. Les serps pugen als arbres i agafen els ratpenats que descansen per sorpresa, sobretot les cries. Quan els atacs dels rèptils són repetits, poden delmar poblacions i deixar-les sense joves. Les serps que cacen ratpenats a les coves, en canvi, no semblen fer-ne un costum i només ho fan esporàdicament. Alguns llangardaixos tropicals de gran mida també mengen ratpenats.
Macheiramphus alcinus és una au rapaç que caça ratpenats, atacant-los quan surten al crepuscle. Els falcons mostatxut i pelegrí, així com el xoriguer comú, també cacen ratpenats. Tanmateix, el més gran perill aviari pels quiròpters són les aus nocturnes, com les òlibes i els mussols, que esperen a l'exterior de les coves que arribi el crepuscle per atrapar els ratpenats que en surten. Els mussols tallen les ales dels ratpenats abans de menjar-se'ls. Alguns ocells han après a seguir els costums dels ratpenats, atacant-los quan aquests últims estan cercant insectes. Tanmateix, en la gran majoria de casos els ratpenats només representen el 0,1-0,2% de les preses de les aus rapaces.
Els carnívors són oportunistes i mengen gairebé de tot. Els ossos rentadors, les mofetes, els gats salvatges i els mustèlids cacen ratpenats activament, mentre que els toixons i les guineus només es mengen cries que cauen del sostre d'una caverna o que han niat imprudentment a una alçada massa baixa. Tanmateix, els quiròpters són preses rares per aquests animals. Alguns rosegadors, com el ratolí de bosc, s'alimenten ocasionalment de ratpenats. Altres animals que mengen ratpenats són les aranyes migalomorfes, alguns peixos carnívors i alguns amfibis grans, com la granota bramadora.

## Sistemàtica i filogènesi

### Sistemàtica
La subdivisió tradicional dels ratpenats vivents els reparteix en dos subordres amb divuit famílies.

Ordre dels ratpenats (Chiroptera)

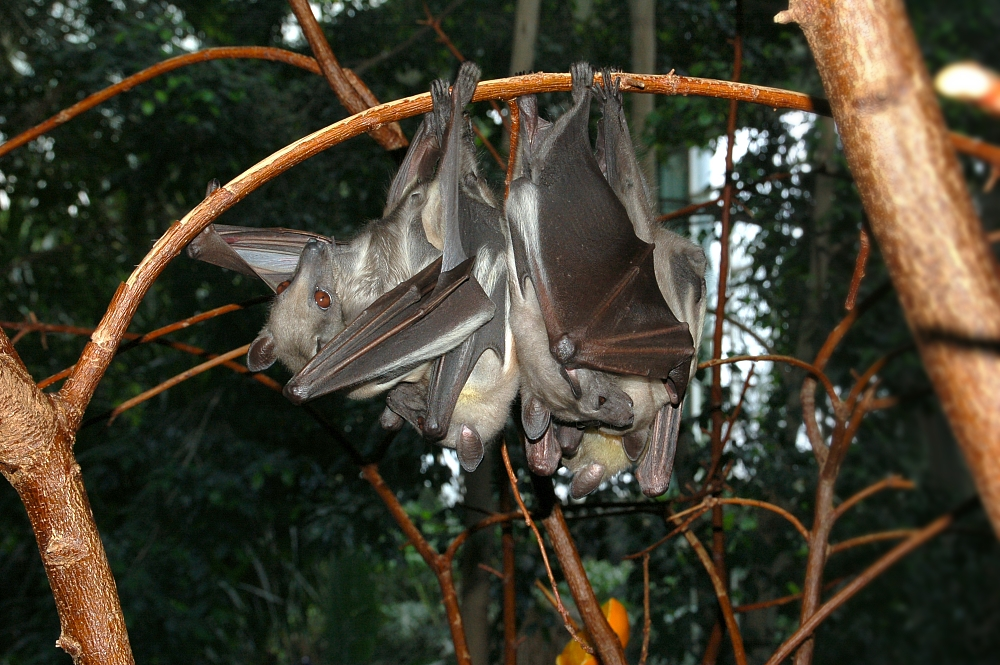
El ratpenat frugívor pallós és un dels representants dels megaquiròpters.

- Subordre dels megaquiròpters (Megachiroptera)
  - Els pteropòdids o megaquiròpters inclouen els ratpenats més grossos. La seva dieta és exclusivament vegetariana (frugívors o nectarívors) i viuen a les regions tropicals d'Àfrica, Àsia i Oceania. En són exemples la guineu voladora de l'Índia o la guineu voladora de les Filipines, el ratpenat més gran del món. Des d'un punt de vista evolutiu, els megaquiròpters són els ratpenats més propers als primats i per tant, als humans.[38] Es caracteritzen pels seus grans ulls, pel seu musell vulpí i per la presència d'una segona urpa situada al tercer dit de la mà. La guineu voladora de coll vermell té una envergadura de 170 cm, la més gran entre els ratpenats. Mentre que els megaquiròpters no tenen ecolocalització, tenen una visió molt desenvolupada i en color, que els és especialment útil tenint en compte que sovint es pengen de branques a plena llum del dia.[38]

Subordre dels microquiròpters (Microchiroptera)
- Superfamília dels embal·lonuroïdeus (Emballonuroidea)
  - Els embal·lonúrids viuen en regions tropicals i subtropicals d'arreu del món. Inclouen alguns dels ratpenats més petits i la seva mida corporal va dels 3,5 als 10 centímetres de llargada. Solen ser marrons o grisos, tot i que els ratpenats del gènere Diclidurus són blancs. Tenen una cua curta que es projecta per la membrana caudal, de manera que aquesta forma una beina. La majoria d'espècies tenen glàndules en forma de sac a les ales, que estan obertes i poden servir per alliberar feromones per atreure una parella. Altres espècies tenen glàndules a la gola que produeixen secrecions d'una olor molt forta.[39]

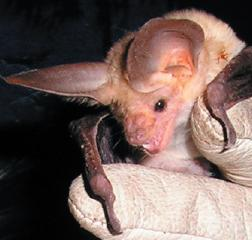
El ratpenat pàl·lid nord-americà s'aparella entre octubre i febrer.

- Superfamília dels molossoïdeus (Molossoidea)
  - Els antrozoids només tenen una espècie, el ratpenat pàl·lid nord-americà. El seu àmbit de distribució va des de l'oest del Canadà fins al centre de Mèxic. Té els ulls més grossos que la majoria d'altres espècies de quiròpters de Nord-amèrica i té orelles pàl·lides, llargues i amples. El seu pelatge sol tenir una tonalitat clara. Mesura entre nou i tretze centímetres de llarg. S'alimenta d'artròpodes com ara grills i escorpins.
  - Els molòssids estan molt estesos i viuen a tots els continents tret de l'Antàrtida. En general, són bastant robustos, són voladors molt aptes i tenen ales relativament llargues i estretes. Controlat per l'acció dels músculs, un anell de cartílag especial llisca amunt i avall de les vèrtebres caudals per estirar o retractar la membrana de la cua. Això dona a aquestes espècies una precisió en les maniobres de vol comparable a la de les orenetes i els apòdids. De fet, el ratpenat més ràpid del món és un molòssid.[39]

- Superfamília dels nataloïdeus (Nataloidea)
  - Els furiptèrids viuen a Sud-amèrica i Central. Només n'hi ha dues espècies, que es caracteritzen pels seus polzes reduïts i mancats de funció, envoltats per la membrana alar i per les seves amples orelles en forma d'embut. Són insectívors i viuen en diferents tipus de medi. Tenen un pelatge gris i una làmina nasal petita.[39]
  - Els mizopòdids són dues espècies endèmiques de Madagascar de les quals no se sap gaire cosa. Ambdues pertanyen al gènere Myzopoda. La seva característica més destacada és la presència d'unes ventoses als canells i els turmells que els permeten agafar-se bé a la superfície llisa de les fulles.[40]
  - Els natàlids viuen a Centreamèrica, Sud-amèrica i les illes del Carib. Només inclouen el gènere Natalus. Són ratpenats esvelts amb una cua particularment llarga i amb orelles en forma d'embut. Són petits, amb una mida de només 3,5-5,5 centímetres i amb un pelatge marró, gris o vermellós.
  - Els tiroptèrids viuen a Centreamèrica i Sud-amèrica, sovint en jungles tropicals humides. Només tenen un gènere, amb quatre espècies. Igual que els mizopòdids, compten amb unes ventoses que els ajuden a agafar-se a superfícies llises com ara fulles de plàtan.

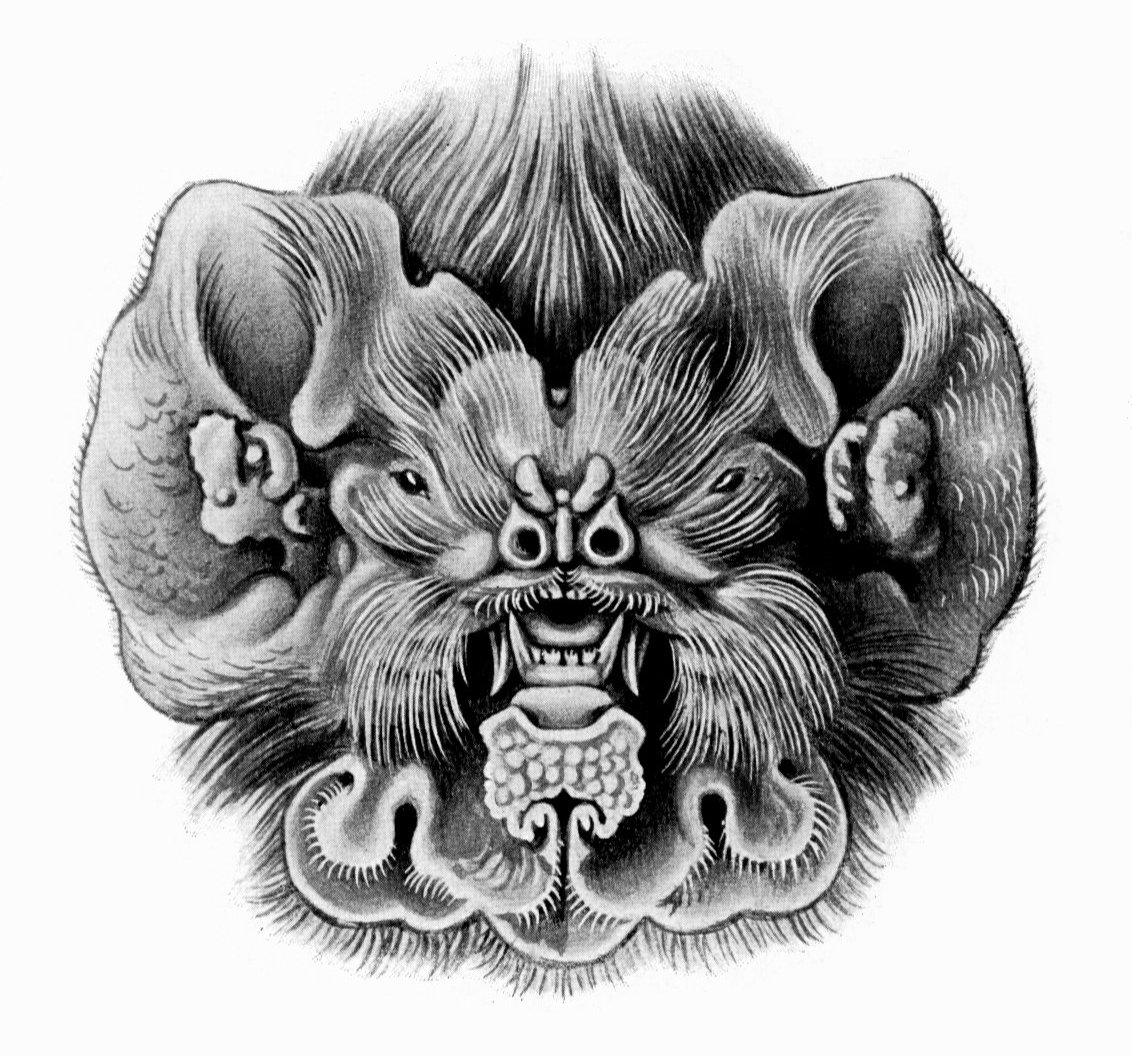
Il·lustració d'un ratpenat barbut antillà (Ernst Haeckel)

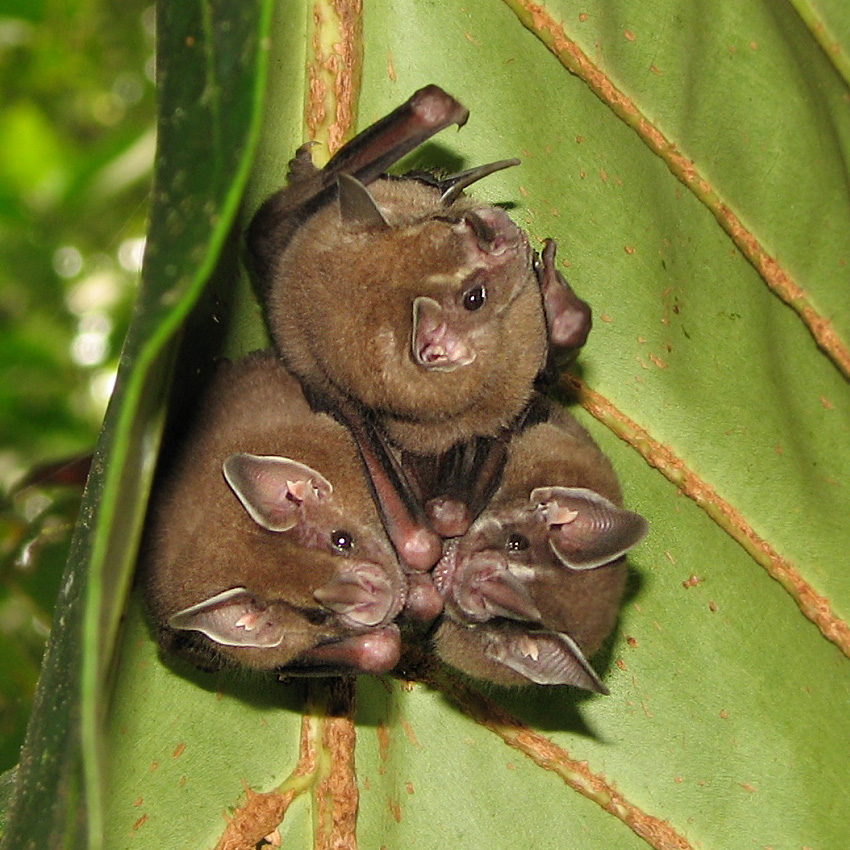
Un ratpenat frugívor reposa sobre una fulla a Costa Rica.

- Superfamília dels noctilionoïdeus (Noctilionoidea)
  - Els fil·lostòmids són la família ecològicament més variada i diversa de quiròpters. Viuen a Centreamèrica i Sud-amèrica. Els membres d'aquesta família han evolucionat per utilitzar diversos tipus d'aliments, com ara fruita, nèctar, pol·len, insectes, granotes, altres ratpenats i petits vertebrats i, en el cas dels vampirs, fins i tot sang. Els sons utilitzats per l'ecolocalització són emesos pel nas. No hibernen, però algunes espècies estiven (entren en un estat de sopor quan les temperatures s'eleven molt i hi ha sequera).
  - Els mormoòpids viuen a Centreamèrica i Sud-amèrica. Es caracteritzen per la presència d'una làmina labial, en lloc de la làmina nasal típica de la majoria d'espècies de ratpenat. En algunes espècies, les membranes alars s'uneixen per sobre l'esquena de l'animal, fent que sembli calb. La cua només es projecta una curta distància més enllà de la membrana que s'estén entre les potes posteriors. Nien en coves i túnels, en enormes colònies que poden incloure centenars de milers d'individus, i produeixen prou guano per permetre'n l'explotació comercial. Com que viuen en regions tropicals, no hibernen.
  - Els mistacínids són dues espècies endèmiques de Nova Zelanda bastant atípiques. Passen gran part del temps a terra, en lloc de volar i tenen la capacitat única de plegar les ales quan no les utilitzen. També tenen una projecció en algunes urpes que els ajuda a excavar[15] i escalar. Són omnívors que s'alimenten de fruita i carronya, així com d'artròpodes que cacen a terra. També mengen pol·len i nèctar, que poden recollir amb la seva llengua extensible. A vegades fan el cau a fusta en procés de putrefacció, però també nien en esquerdes a les roques o els nius d'aus marines.
  - Els noctiliònids només inclouen un gènere i dues espècies i viuen a prop de l'aigua. Tot i el seu nom de ratpenats pescadors, en realitat són principalment insectívors i només el ratpenat pescador gros complementa habitualment la seva dieta amb petits peixos, utilitzant l'ecolocalització per detectar els seus moviments a l'aigua. Quan surt a pescar, un ratpenat pescador gros pot caçar entre vint i trenta peixos en una sola nit.[41]

- Superfamília dels rinolofoïdeus (Rhinolophoidea)
  - Els hiposidèrids habiten les zones tropicals d'Àfrica, Àsia i Austràlia. Tenen una mida mitjana-gran, amb una llargada corporal d'entre 3 i 11 cm segons l'espècie. Tenen la fulla nasal anterior en forma de ferradura i presenten diverses làmines secundàries. El color del pelatge varia d'una espècie a l'altra i pot ser vermellós, grisenc, marró o negre. La dieta dels hiposidèrids es basa en insectes, però hi ha indicis que, a vegades, les espècies més grosses també es mengen petits vertebrats i fins i tot ratpenats petits. Alguns hiposidèrids nien en coves i altres ho fan a forats dins dels troncs dels arbres.
  - Els megadermàtids viuen al centre d'Àfrica, el sud d'Àsia i Austràlia. Són quiròpters relativament grans, amb una llargada de 6,5-14 cm. Tenen ulls grans, orelles molt grans i una làmina nasal prominent. Tenen una ampla membrana entre les potes posteriors, però manquen de cua. Moltes espècies són d'un color marró mat, però algunes són blanques, d'un gris blavós o fins i tot verd oliva, cosa que els ajuda a camuflar-se al seu medi. Són principalment insectívors, però complementen la dieta amb una àmplia varietat de petits vertebrats.
  - Els nictèrids només inclouen un gènere amb tretze espècies (segons algunes fonts, podrien ser setze). Tenen un solc al centre de la cara que va dels ulls als narius i que probablement té un paper en l'ecolocalització. La seva cua té forma de T i es compon de cartílag, un tret únic entre els mamífers. A diferència d'altres ratpenats, sembla que detecten les preses per mitjà del so que produeixen i no per ecolocalització.[42] Així doncs, aquesta última només serviria per orientar-se.
  - Els rinolòfids tenen el nas envoltat de làmines carnoses, que poden tenir forma de ferradura, de sella o de llanceta. Les orelles són amples a la base, acaben en punta i poden moure's per separat. No tenen tragus, però l'antitragus està ben desenvolupat. Els ulls són petits, les ales amples i arrodonides. La cua és curta i està completament inclosa a la membrana alar; s'enganxa al llom quan els animals estan en repòs.[43] Solen emprendre el vol deixant-se caure en picat, però també poden volar des del terra. En aterrar, fan un gir de 180° sobre el seu eix amb el cap per avall.[44]

- Superfamília dels rinopomatoïdeus (Rhinopomatoidea)
  - Els craseonictèrids només tenen una espècie, el craseonicteri de nas porcí. Amb una mida de 30-40 mm, es tracta del mamífer més petit del món en termes de llargada (en termes de pes, la musaranya etrusca és més petita, tot i que la diferència és minúscula). La UICN el tipifica com a espècie vulnerable, en part per les repercussions del turisme als seus hàbitats de Tailàndia occidental i Myanmar. S'agrupa en coves en grups d'entre 15 i 500 individus, tot i que la mitjana és d'uns cent.
  - Els rinopomàtids, coneguts com a ratpenats de cua de rata, inclouen un únic gènere amb tres espècies. Viuen al Vell Món, des d'Àfrica del Nord fins a Tailàndia i Sumatra, en regions àrides i semiàrides. Nien en coves, cases i fins i tot les piràmides d'Egipte. Són relativament petits, amb una llargada de només 5-6 cm.[39] El seu nom es deu a la seva llarga cua, que sobresurt gairebé totalment de la membrana alar. La cua és gairebé tan llarga com el cos, cosa única entre els ratpenats insectívors vivents.

- Superfamília dels vespertilionoïdeus (Vespertilionoidea)
  - Els cistúgids, que contenen només dues espècies, foren separats dels vespertiliònids l'any 2010 basant-se en els resultats d'anàlisis moleculars. Viuen a la part meridional d'Àfrica. Les dues espècies que formen aquest grup són bastant rares i no se sap gaire cosa sobre el seu mode de vida, tot i que se'ls ha observat caçant i menjant-se insectes.
  - Els minioptèrids són una família que conté una trentena d'espècies del Vell Món i Austràlia. Els ratpenats d'aquest grup són petits, amb una llargada de cap i cos de 40-78 mm i una llargada de l'avantbraç de 34-59 mm. Igual que els vespertiliònids (un clade en el qual foren classificats durant molt de temps), els minioptèrids tenen premaxil·les sense part palatal. Tant les espècies que viuen en regions tropicals com les que viuen a llocs més temperats solen tenir un període d'aparellament fix. Les espècies de zones temperades poden hibernar o migrar a regions més càlides durant l'hivern.
  - Els vespertiliònids són la família més gran de ratpenats, amb 300 espècies repartides arreu del món tret de l'Antàrtida. Tenen el musell xat, sense lòbuls nasals. L'orella té tragus i els ulls són petits. La cua està inclosa totalment o gairebé totalment a l'uropatagi. En repòs, la cua queda plegada a l'abdomen. El color del pelatge és fosc (negre, marró o gris) però l'abdomen és més clar. Les femelles tenen dos parells de mamelles i manquen de mamelles falses. Les cries neixen amb dents de llet. Les espècies més resistents al fred arriben fins i tot al cercle polar. Per l'ecolocalització, gairebé totes emeten ultrasons FM per la boca i algunes també pel nas.[45]

### Filogènesi

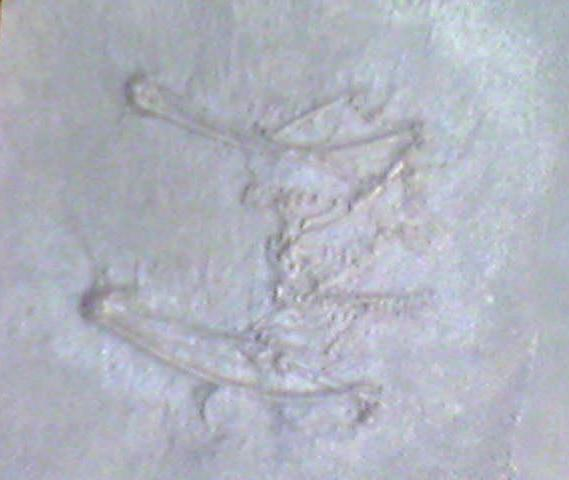
Archaeonycteris trigonodon, del jaciment de Messel d'Alemanya, és un dels ratpenats més antics coneguts.

Icaronycteris, de l'Eocè inferior de Wyoming, és l'espècie més antiga coneguda de ratpenat, amb una antiguitat d'uns 55 milions d'anys. Els primers ratpenats que apareixen en el registre fòssil ja volaven i s'alimentaven d'insectes. La seva morfologia era extremament similar a l'actual, però encara no podien utilitzar l'ecolocalització, com ho demostra la còclea subdesenvolupada de l'espècie Onychonycteris finneyi. Es creu que els ratpenats evolucionaren a partir de petits mamífers arborícoles que saltaven d'un arbre a l'altre, desenvolupant en primera instància membranes interdigitals per planar i finalment ales. Tanmateix, no s'ha descobert cap fòssil que representi un estadi intermedi d'aquesta evolució. Els dos subordres de ratpenats, els megaquiròpters i microquiròpters, divergiren gairebé al principi mateix del Cenozoic.
Durant l'Oligocè, quan la configuració dels continents era diferent de l'actual, Sud-amèrica estava aïllada de la resta de masses terrestres i el continent australià es trobava més al sud que avui en dia. En aquesta situació geogràfica, els ratpenats conegueren una expansió molt més important que altres grups de mamífers perquè podien volar, cosa que els permeté arribar a llocs on els altres mamífers no podien. Fa 23 milions d'anys, colonitzaren Indonèsia i Austràlia.
Al Plistocè, les temperatures globals es desplomaren, creant vastos casquets polars a ambdós hemisferis. Els ratpenats que no migraren cap a latituds més baixes moriren. La genètica de poblacions mostra que els ratpenats europeus es refugiaren a les penínsules d'Europa meridional (penínsules Ibèrica, Itàlica i Balcànica).
Durant aquesta època, els ratpenats compartien coves amb els éssers humans primitius. Tanmateix, no es coneix gairebé res d'aquesta trobada entre espècies; només s'han trobat pintures rupestres de ratpenats en coves del nord d'Austràlia.

## Relació amb els éssers humans

### Història de l'estudi
Aristòtil no sabia si els ratpenats eren ocells o un altre tipus d'animal. Tres segles més tard, Plini el Vell els considerà ocells, un error repetit per gairebé tots els naturalistes fins al segle xvi. Per a Conrad Gesner, representaven una forma intermèdia entre aus i mamífers. Wotton els classificà com a quadrúpedes. Finalment, Linné els acabà classificant com a mamífers en la seva celebríssima obra Systema Naturae, ordenant-los en un tronc comú amb els primats i els homes. Poc després, Daubenton ja havia descrit cinc de les espècies de ratpenat que habiten a Europa.
En les primeres obres, les llegendes es barrejaven amb la ciència i estaven plenes d'inexactituds. Buffon ja descobrí la hibernació dels ratpenats i durant la seva exploració de coves es trobà amb cavernes plenes de guano (fems) de quiròpters. Observant que als excrements hi havia restes de mosques i papallones, Buffon començà a conèixer la dieta dels ratpenats europeus.

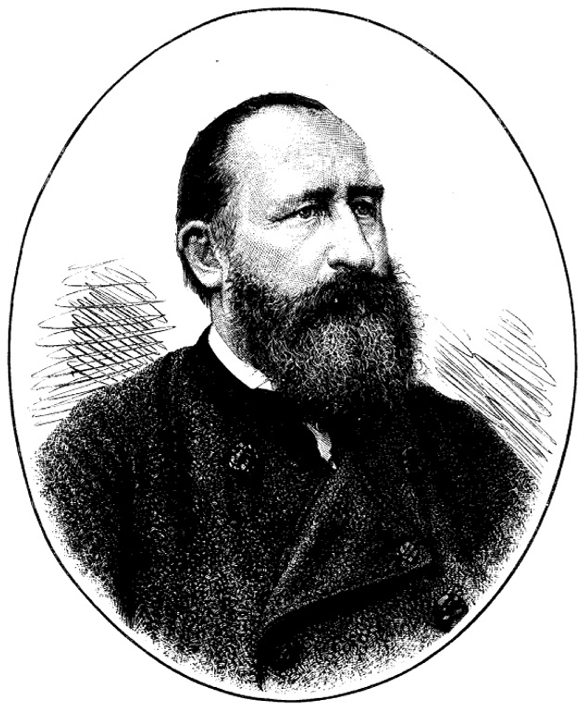
Alfred Brehm estudià la hibernació dels quiròpters.

A principis del segle xix, ja era bastant acceptat que els ratpenats formaven un ordre distint. Els naturalistes europeus rebien exemplars d'arreu del món, enviats per pioners de l'edat de l'exploració. Molts exemplars arribaven de països exòtics i no se'n coneixia ni la distribució ni el comportament. Sovint, els naturalistes rebien exemplars sense cap indicació del seu origen.
| Any  | Espècies descrites |
| ---- | ------------------ |
| 1758 | 7                  |
| 1769 | 13                 |
| 1808 | 14                 |
| 1820 | 95                 |
| 1849 | 143                |
| 1878 | 401                |

Al segle xix ja es començà a conèixer detalladament el comportament dels ratpenats. S'estudiava la hibernació i la manera de despertar dels quiròpters (Brehm), així com la forma de les seves ales (Blasius). A més del treball de camp, es duien a terme investigacions al laboratori, amb ratpenats en gàbies alimentats amb cucs de la farina i mosques. Així, es descobriren detalls sobre l'aparellament i el part, així com l'ovulació diferida.
Amb l'arribada del segle xx, es començà a utilitzar la tècnica de l'anellatge per estudiar els quiròpters. L'auge de l'espeleologia també permeté conèixer millor els ratpenats cavernícoles, però també implicà una pertorbació de l'hàbitat dels quiròpters. Algunes de les tècniques desenvolupades al segle xx eren molt cruels; s'agafaven animals que estaven hibernant (despertant-los en el procés), se'ls estudiava i llavors se'ls tornava a deixar anar al fred, on morien. Els capturadors de quiròpters també solien ataquinar-ne massa en molt poc espai, provocant que morissin ofegats o que es fessin mal intentant fugir. La inexperiència d'alguns capturadors causava fractures de l'avantbraç o dels dits dels ratpenats. Per tot això, algunes campanyes de captura i estudi causaren desenes de milers de morts de ratpenats i la pèrdua de colònies senceres. A principis de la dècada del 1960, alguns biòlegs començaren a oposar-se a aquesta metodologia.
Els primers naturalistes no comprenien que els ratpenats poguessin «veure-hi» en la foscor. Sospitant que es tractava d'un sentit diferent de la vista, alguns naturalistes treien els ulls als ratpenats i els deixaven anar en cambres fosques amb molts obstacles, però els animals no hi topaven. Tanmateix, quan els lesionaven els conductes auditius o els tapaven amb cera, els ratpenats perdien la percepció. Al segle xviii, Spallanzani i Jurine començaren a investigar aquest fenomen al laboratori. Cuvier hipotetitzava que les membranes auriculars i alars eren molt sensibles i detectaven canvis en l'aire. Boitard creia que aquesta percepció estava relacionada amb l'oïda. Allen sospitava que el tragus, un lòbul de pell situat davant del pavelló auricular dels ratpenats, captava senyals de retorn, igual que el sonar.
El 1939, al Laboratori de la Facultat de Medicina de Harvard, Griffin i Galambos dugueren a terme experiments per confirmar que els ratpenats utilitzen l'ecolocalització. Treballant amb ratpenats bruns grossos, descobriren la seva capacitat d'enviar i rebre ultrasons de fins a 50 kHz. El 1940 presentaren el seu descobriment.
Encara es continuen descobrint moltes espècies noves de ratpenats. En la dècada del 2000, per exemple, se'n descobrí una cinquantena.

### Ratpenats «útils»

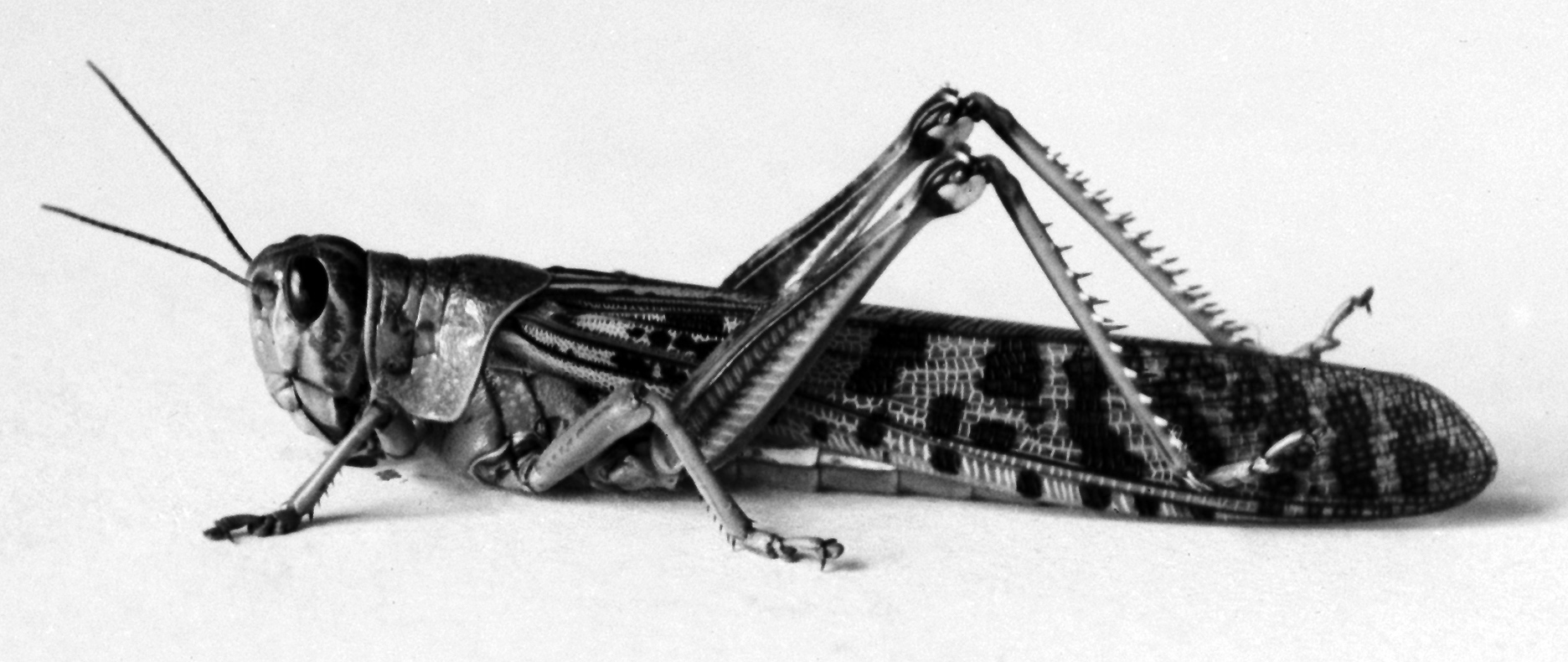
Els ratpenats són útils per controlar insectes perjudicials com les llagostes.

Els ratpenats poden resultar útils com a agents de control biològic, reduint o limitant el creixement de les poblacions d'insectes o altres artròpodes que altrament esdevindrien una plaga. D'aquesta manera, els ratpenats protegeixen indirectament els éssers humans i altres animals de malalties transmeses per insectes i eviten que un creixement descontrolat dels insectes posi en perill les collites vegetals. Tot i que no trobà proves que contribueixin de manera decisiva al control de plagues, un estudi de la Universitat de Cornell recomanà als agricultors que intentin augmentar les poblacions locals de ratpenats i orenetes entre maig i juliol, que és quan més efecte poden tenir sobre les poblacions d'insectes. Un altre estudi publicat el 2008 a la revista Science revelà que els ratpenats eren més eficients que els ocells en tasques de control biològic: les plantes a les quals no es deixava accedir els ocells tenien un 65% més d'artròpodes que les plantes control, mentre que les plantes a les quals no es deixava accedir els ratpenats en tenien un 153% més. Segons aquest estudi, els ratpenats també protegeixen en certa manera les plantes dels animals herbívors.
Els ratpenats pol·linívors i frugívors també són beneficiosos per a una munió de plantes, car els ajuden a pol·linitzar-se i a escampar les seves llavors. En aquest darrer cas, els ratpenats es mengen el fruit d'una planta, juntament amb la seva llavor. Més tard, els animals excreten aquesta llavor en un altre indret, contribuint així a fer que la planta s'estengui a nous llocs.

### Ratpenats «perjudicials»
Els ratpenats que són considerats perjudicials per als humans són gairebé sempre vectors de malalties. Són reservoris naturals o vectors d'un gran nombre de patògens zoonòtics, incloent-hi la ràbia, la síndrome respiratòria aguda greu (SARS), henipavirus i possiblement el virus d'Ebola. La seva gran mobilitat, la seva àmplia distribució i el seu comportament social (nius comuns, estructura social de fissió-fusió) fan dels ratpenats hostes i vectors de malalties. Moltes espècies també semblen tenir una elevada tolerància als patògens que porten i sovint no desenvolupen la malaltia.
Només un 0,5% dels ratpenats porten la ràbia. Els que la porten poden moure's de manera maldestra, estar desorientats o ser incapaços de volar, cosa que fa que sigui més probable que es trobi amb humans. Tot i que no cal tenir una por irracional dels ratpenats, cal evitar tocar-los o tenir-los al lloc on es viu, com amb qualsevol animal salvatge. Si es descobreix un ratpenat a casa a prop d'un infant, una persona amb problemes mentals, una persona intoxicada, una persona dorment o un animal de companyia, la persona o l'animal de companyia concernit ha de rebre atenció mèdica immediata per la ràbia. Els ratpenats tenen dents molt petites i poden mossegar una persona dorment sense que aquesta se n'adoni. Hi ha indicis que és possible que el virus de la ràbia dels ratpenats infecti víctimes per transmissió aèria, sense contacte físic directe amb el ratpenat.

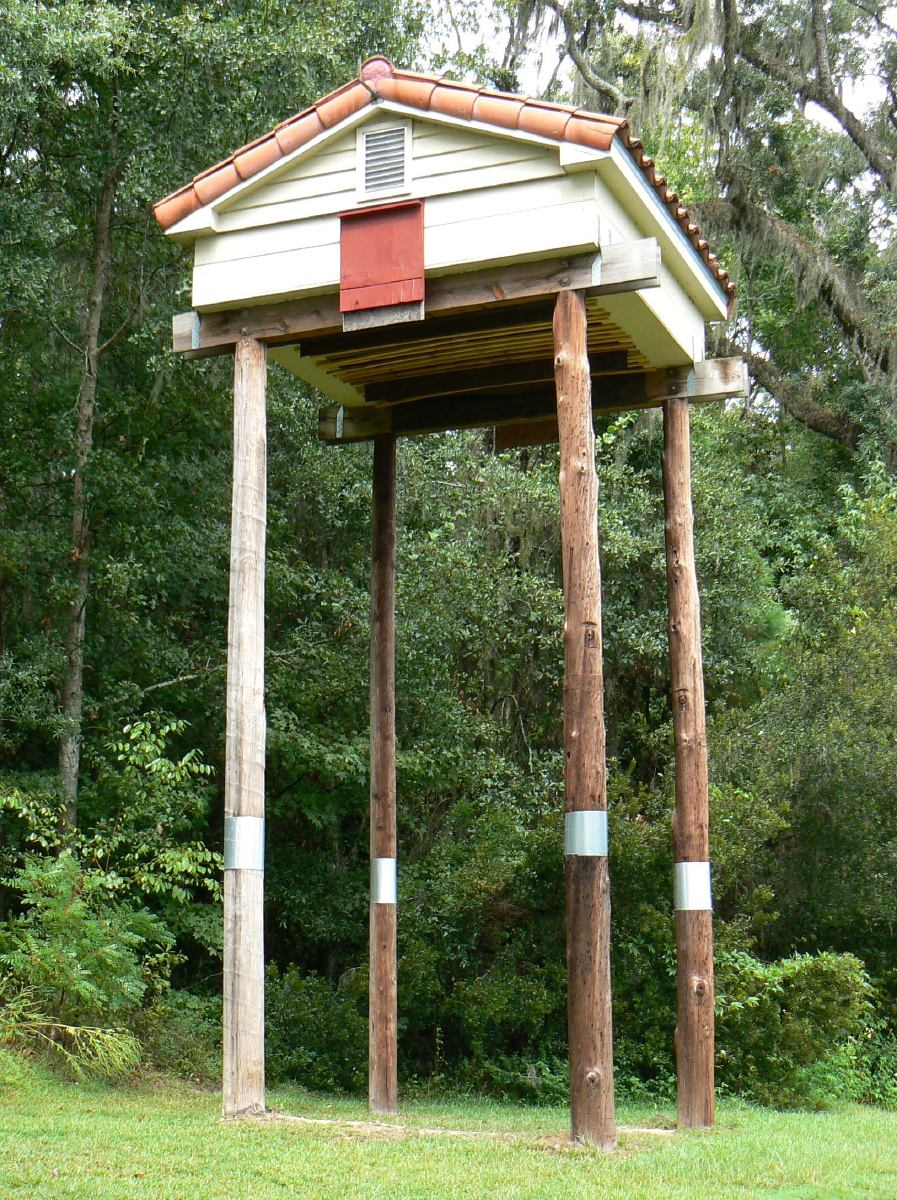
Un jóc molt gran per ratpenats

### Jócs artificials
Molta gent munta jócs per ratpenats, igual que molta gent munta nials per tal d'atreure ocells. Les raons per fer això varien, però se centren majoritàriament en el fet que els ratpenats són els principals insectívors nocturns en la majoria d'ecosistemes, si no tots. Es poden construir jócs per ratpenats començant des de zero, a partir de kits, o es poden comprar ja fets. Molts llocs web ofereixen plànols per construir jócs per ratpenats, així com consells per dissenyar-los. Algunes associacions conservacionistes regalen jócs per ratpenats als afeccionats als ratpenats d'arreu del món.
Un jóc per a ratpenats construït el 1991 al campus de la Universitat de Florida, al costat del Llac Alice de Gainesville, té una població de més de 100.000 molòssids.
A Gran Bretanya, fortificacions de la Segona Guerra Mundial han estat reconvertides en jócs per ratpenats. Els refugis que estan ben excavats i que tenen parets gruixudes són naturalment humits i ofereixen l'ambient tèrmicament estable que necessiten els ratpenats, que altrament hibernarien en cavernes. Amb unes poques modificacions menors, els refugis aptes poden ser convertits en coves artificials pels ratpenats.

### Amenaces

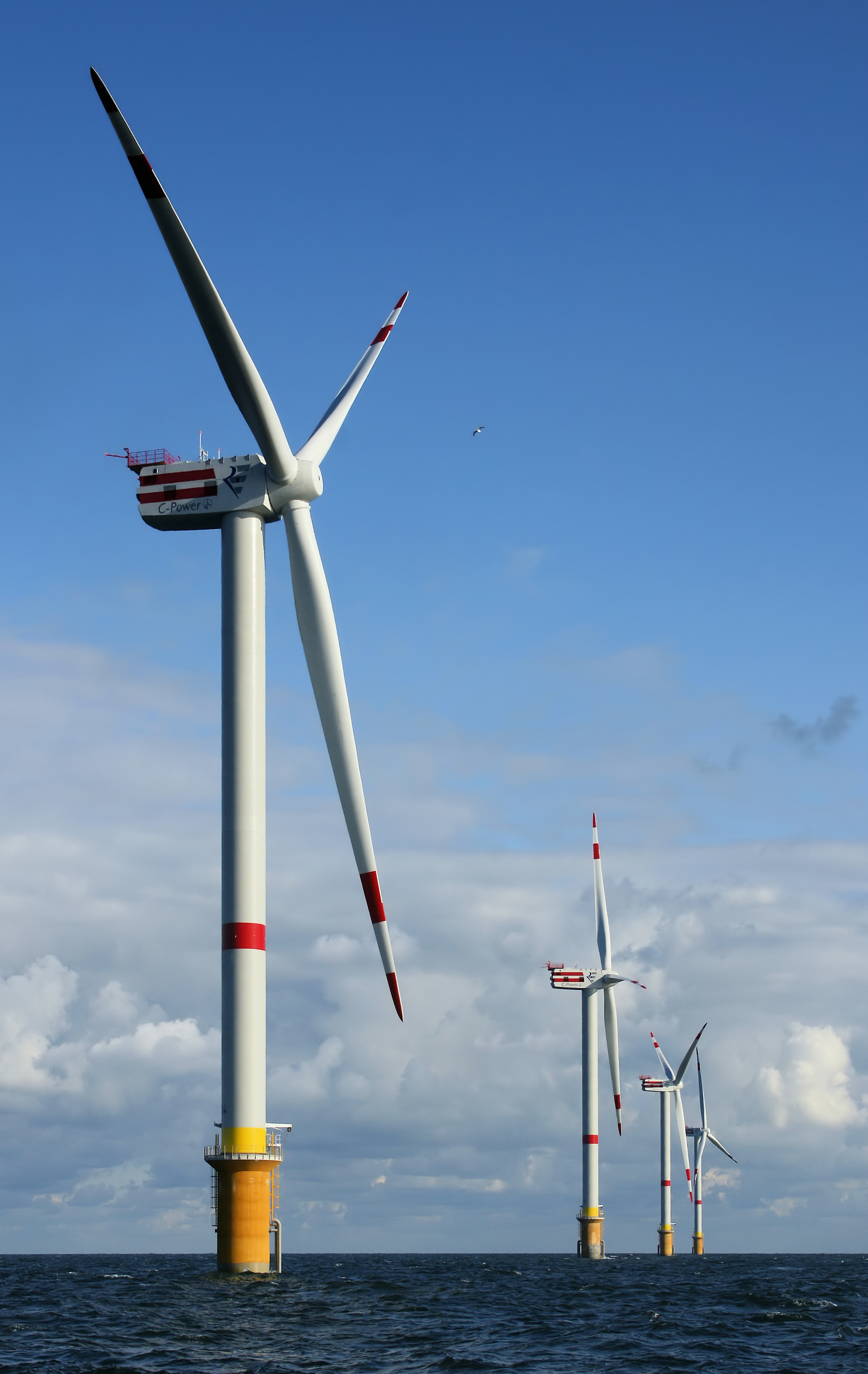
Els aerogeneradors són una amenaça per als ratpenats.

L'ús estès d'insecticides representa una amenaça pels ratpenats insectívors. A més de matar grans quantitats d'insectes, que són el seu aliment, els plaguicides poden causar l'enverinament indirecte dels ratpenats quan es mengen preses intoxicades. Al món desenvolupat ja no s'utilitzen tant els insecticides, però al món en desenvolupament encara tenen un ús molt estès; la manca de regulació implica sovint que s'utilitzen insecticides molt tòxics.
Una altra amenaça pels ratpenats és la destrucció de les cavernes on viuen. A vegades es dinamiten coves que són considerades perilloses pels éssers humans, car hi ha risc d'ensorrament. En altres ocasions, simplement es tapen les entrades a les coves, cosa que implica que els ratpenats ja no poden entrar-hi ni sortir-ne. Tot això és una forma de destrucció de l'hàbitat dels ratpenats, que representa un perill per la seva existència.
Algunes espècies són perseguides pels éssers humans, o bé perquè s'alimenten de conreus, o bé perquè són vectors de malalties. Això fa que es matin ratpenats per mitjà d'explosius o de verins. Una altra activitat humana, la recol·lecció del guano dels ratpenats, és un problema pels animals, car pertorba els seus llocs de repòs. A tot això cal afegir-hi la mort de ratpenats atropellats per cotxes, camions o trens, una mortalitat que costa de posar en xifres però que probablement és elevada.
Tot i que els aerogeneradors produeixen una energia neta i renovable, poden causar danys a animals voladors com els ratpenats. En la foscor, els ratpenats confonen els aerogeneradors amb arbres i són ferits o morts per les aspes, o queden atrapats als vèrtexs d'aire generats per la rotació de les aspes. Aquest problema és agreujat pel fet que molts ratpenats cacen a la mateixa altura a la qual es troben les aspes.
Els ratpenats també estan amenaçats per fenòmens climàtics extrems, com ara ciclons o tifons. Per exemple, la guineu voladora de l'illa Rodrigues era considerada amenaçada, amb una població de només 170 individus. El pas d'un cicló que en matà la meitat reduí encara més les possibilitats de supervivència i ara la UICN la classifica com a espècie en perill crític. A més dels danys directes, els ciclons també perjudiquen els ratpenats car en destrueixen les fonts d'aliment i els refugis contra els depredadors. Aquest tipus de fenomen és especialment perillós a les illes petites, on costa més trobar protecció.

## Aspectes culturals
A la Xina, els ratpenats són el símbol de la felicitat i el profit. Això es reflecteix en la paraula xinesa fu, que pot significar tant «felicitat» com «ratpenat». Els quiròpters són utilitzats sovint, en grups de cinc (wu fu), com a brodat a la roba o com a talismà rodó. Aquests cinc ratpenats representen una llarga vida, riquesa, salut i una mort dolça. A Centreamèrica, s'han trobat representacions d'una divinitat ratpenat dels maies en columnes de pedra i recipients de terra d'uns 2.000 anys d'antiguitat. Aquesta deïtat tenia cap de ratpenat i ales esteses i també apareix en els pictogrames d'aquest poble. A l'illa africana de Pemba, una criatura mitològica anomenada Popobawa empipa des de fa molt de temps la població de l'illa.

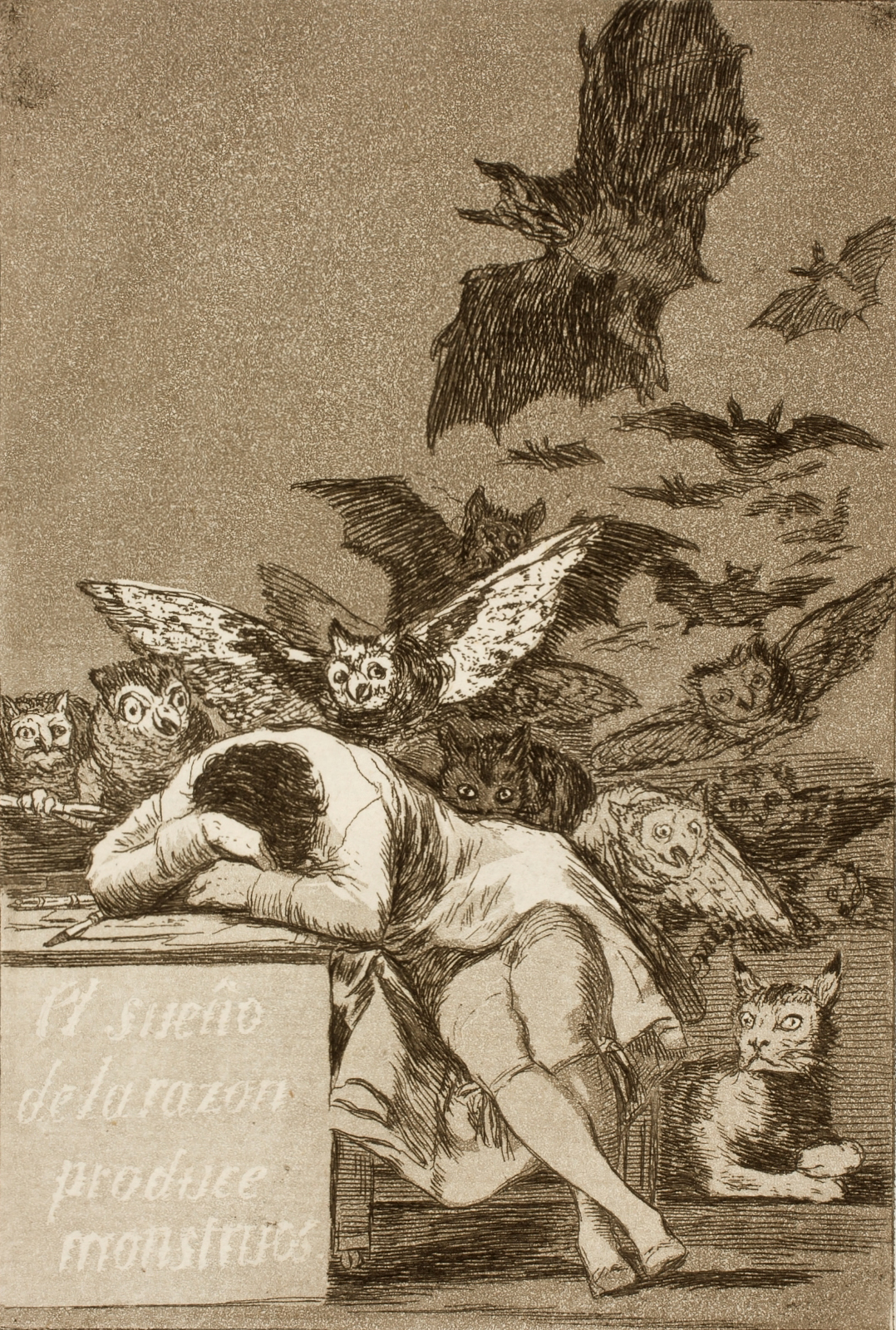
Goya: El somni de la raó produeix monstres (ca. 1797-98)

A Europa, els ratpenats han estat vistos de manera predominantment negativa des de l'antiguitat. Així, a les seves Metamorfosis Ovidi explica que les filles del rei de Beòcia foren convertides en ratpenats com a càstig, perquè s'havien quedat a treballar al teler i contar-se rondalles mitològiques, en lloc de participar en les festivitats en honor de Bacus. La Bíblia també assigna característiques negatives als ratpenats, incloent-los entre els animals impurs i relacionant-los amb els falsos ídols. El romà Davi Basili escrigué que els ratpenats tenen un parentesc de sang amb el diable.
Els dimonis i les criatures diabòliques (fins i tot el mateix Satanàs) sovint són representats en les arts visuals amb ales de ratpenat, que els diferencien dels àngels.

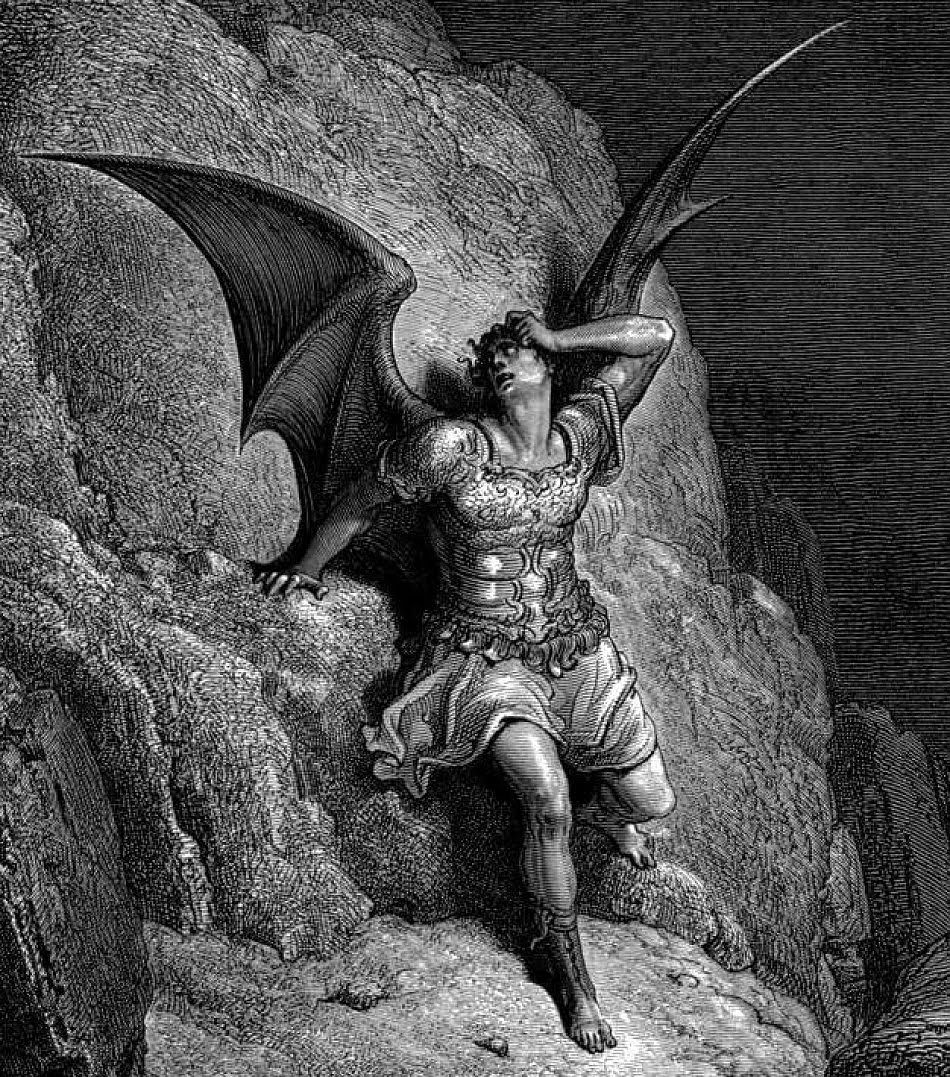
Il·lustració de Satanàs feta per Gustave Doré, per l'obra El paradís perdut de John Milton.

Al cèlebre gravat d'Albrecht Dürer Malenconia I hi apareix una criatura similar a un ratpenat que aguanta el text «Melencolia». Al barroc, els ratpenats són un dels atributs de l'Anticrist. El pintor espanyol Francisco de Goya utilitzà els ratpenats, juntament amb els mussols, com a símbol d'amenaça. Una antiga superstició diu que als quiròpters els agrada embolicar-se als cabells de les dones. Aquesta creença s'originà probablement de la creença cristiana que els cabells de les dones atrauen els dimonis (per aquest motiu, moltes cultures diuen que les dones han de cobrir-se els cabells). Els indígenes de Mèxic encara consideren que els vampirs són bruixes que xuclen la sang de la persona dorment.
Els ratpenats també estan associats amb l'ànima i, per tant, amb la mort; en algunes representacions del segle xiv, l'ànima abandona el cos després de la mort elevant-se en forma de ratpenat. Les llegendes europees sobre vampirs també podrien tenir els seus orígens en aquesta associació, car es remunten a molt abans que es coneguessin els autèntics vampirs d'Amèrica. Aquest mite dels vampirs ha perdurat fins avui en dia a la cultura popular i es reflecteix sobretot a la imaginació dels escriptors i directors de cinema. Figures com el Comte Dràcula o El petit vampir volen en forma de ratpenats durant la nit, a la cerca de víctimes. Pel·lícules com El ball dels vampirs també utilitzen aquesta temàtica. La vida nocturna dels ratpenats també inspirà la creació del personatge de còmic i heroi de pel·lícules Batman, un superheroi que es disfressa de ratpenat per sortir a caçar criminals durant la nit.
És molt rar que els quiròpters siguin vistos de manera positiva a la cultura occidental. El fet que s'ajuden els uns als altres és interpretat com a acte d'amor al pròxim. A la seva obra Iconologia, Cesare Ripa situa el ratpenat com a personificació de la ignorància, car és un animal que roman a la foscor en lloc d'acostar-se a la llum de la veritat.

### Heràldica

Escut de Fraga

Escut del València CF

Antic escut de Barcelona (ca. 1800-1931)

Escut de València

A l'heràldica dels territoris de parla catalana, el ratpenat té una certa rellevància com a símbol. La llegenda diu que fou popularitzat pel rei Jaume I el Conqueridor i que commemora un ratpenat que evità una desfeta de la Corona d'Aragó i permeté la conquesta de València.
Al País Valencià, el ratpenat és un dels emblemes de la ciutat de València i es troba coronant l'escut d'aquesta ciutat, així com l'escut del València Club de Futbol.
Al Principat, el ratpenat també forma part dels elements heràldics dels antics emblemes de la ciutat de Barcelona. Aquest animal es pot veure en escuts antics de la ciutat damunt d'una corona. Un petit ratpenat negre es troba coronant el primer escut del FC Barcelona.
A l'heràldica municipal de la Franja de Ponent, el ratpenat apareix a l'escut de la ciutat de Fraga sota la corona.
Així mateix, hi ha molts altres municipis dels territoris catalanoparlants que fan ús d'aquest animal com a símbol heràldic. Hi ha teories que diuen que la vibra de la cimera reial de Pere el Cerimoniós s'arribà a identificar amb un ratpenat i en prengué la forma. Fora dels Països Catalans, el ratpenat es troba com a símbol als escuts d'Albacete (Castella-la Manxa) i Montchauvet (França).
Lo Rat Penat és una associació cultural que duu el nom d'aquest animal. Fou fundada el 1878 per iniciativa de Constantí Llombart, Teodor Llorente i Fèlix Pizcueta, amb la intenció de defensar la cultura i llengua valencianes i impulsar un moviment semblant al de la Renaixença al País Valencià. Durant la Segona República Espanyola patí fortes convulsions internes de caràcter polític. Després de la Guerra Civil espanyola quedà en mans de valencians partidaris del règim franquista.
Lo Rat Penat. Periódich Lliterari Quincenal fou un diari literari quinzenal publicat els anys 1884 i 1885. Estava redactat per escriptors del País Valencià, de Mallorca i del Principat. El seu director fou Constantí Llombart i tenia com a objectiu ensenyar els valencians «à estimar ses coses, començant per estudiar sa nativa llengua, sa lliteratura i sa història, ses lleis, ses costums y tradicions; y acabant per donar à tot lo seu, com los catalans saben ferho, tot lo valor, importància o mèrit que en si tinga».